# Club Deportivo Universidad Católica (fútbol)
La rama de fútbol del Club Deportivo Universidad Católica es la más importante de la institución. Radicada en la ciudad de Santiago, fue fundada el 21 de abril de 1937 por un grupo de deportistas de la Pontificia Universidad Católica quienes decidieron escindirse del club Universitario de Deportes. Se desempeña en la Liga de Primera de Chile.
Ha ganado 16 títulos de Primera División, 4 Copa Chile, 4 Supercopa de Chile, 1 Copa de la República, 2 torneos de Segunda División. A nivel internacional, conquistó la Copa Interamericana en 1994. Ha sido uno de los cuatro equipos chilenos que ha disputado una final de la Copa Libertadores de América, y el último en hacerlo en 1993.
Los colores que identifican al club son el azul y el blanco. Su escudo es de forma triangular, de fondo blanco enmarcando a una cruz de color azul, que simboliza el uniforme de combate basado en los guerreros medievales durante las Cruzadas, con las letras CDUC (Club Deportivo Universidad Católica) en color rojo. El lema de Universidad Católica es «Por la Patria, Dios y la Universidad», frase que está presente además en el himno del club. Forma parte de los equipos clásicos de la FIFA.
Su rival tradicional es Universidad de Chile, con el cual disputa el «Clásico Universitario», uno de los partidos más tradicionales del fútbol chileno. Ejerce de local en el Estadio San Carlos de Apoquindo, ubicado en el barrio homónimo de la comuna de Las Condes. Posee una capacidad para 20 000 espectadores, y fue inaugurado el 4 de septiembre de 1988.
Cuenta con una rama de fútbol femenino, que desde el año 2009 milita en la Primera División. A nivel de Fútbol Joven masculino, ha obtenido campeonatos mundiales de su categoría, como el Torneo Internacional de Croix Sub-19 1980 y la Manchester United Premier Cup 2012.

## Historia

### Antecedentes y era amateur (1908-1936)

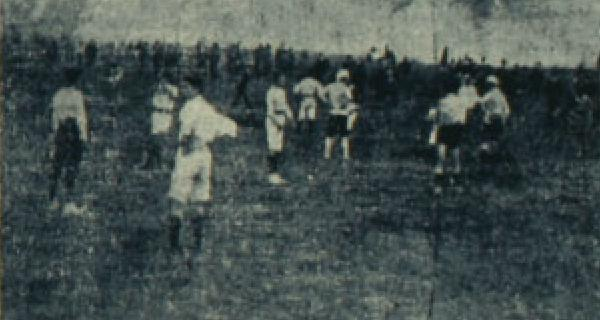
Universidad Católica F.C. 4:1 Universidad de Chile, 14 de noviembre de 1909.

Los orígenes de la rama de fútbol se encuentran en la participación de Universidad Católica Football Club en la primera división de la Asociación Nacional de Football en 1908, entidad paralela a la Asociación de Fútbol de Santiago que agrupó, entre otros, a clubes como Santiago Football Club.
Al año siguiente, el 1 de noviembre, Universidad Católica F.C. disputó el primer antecedente del Clásico Universitario frente a un seleccionado de la Universidad de Chile, en la Cancha del Carmen, con resultado de 3 a 3. En aquella ocasión, vestía un uniforme de color verde. En 14 de noviembre del mismo año volvieron a enfrentarse, obteniendo Católica F.C. un triunfo por 4:1.

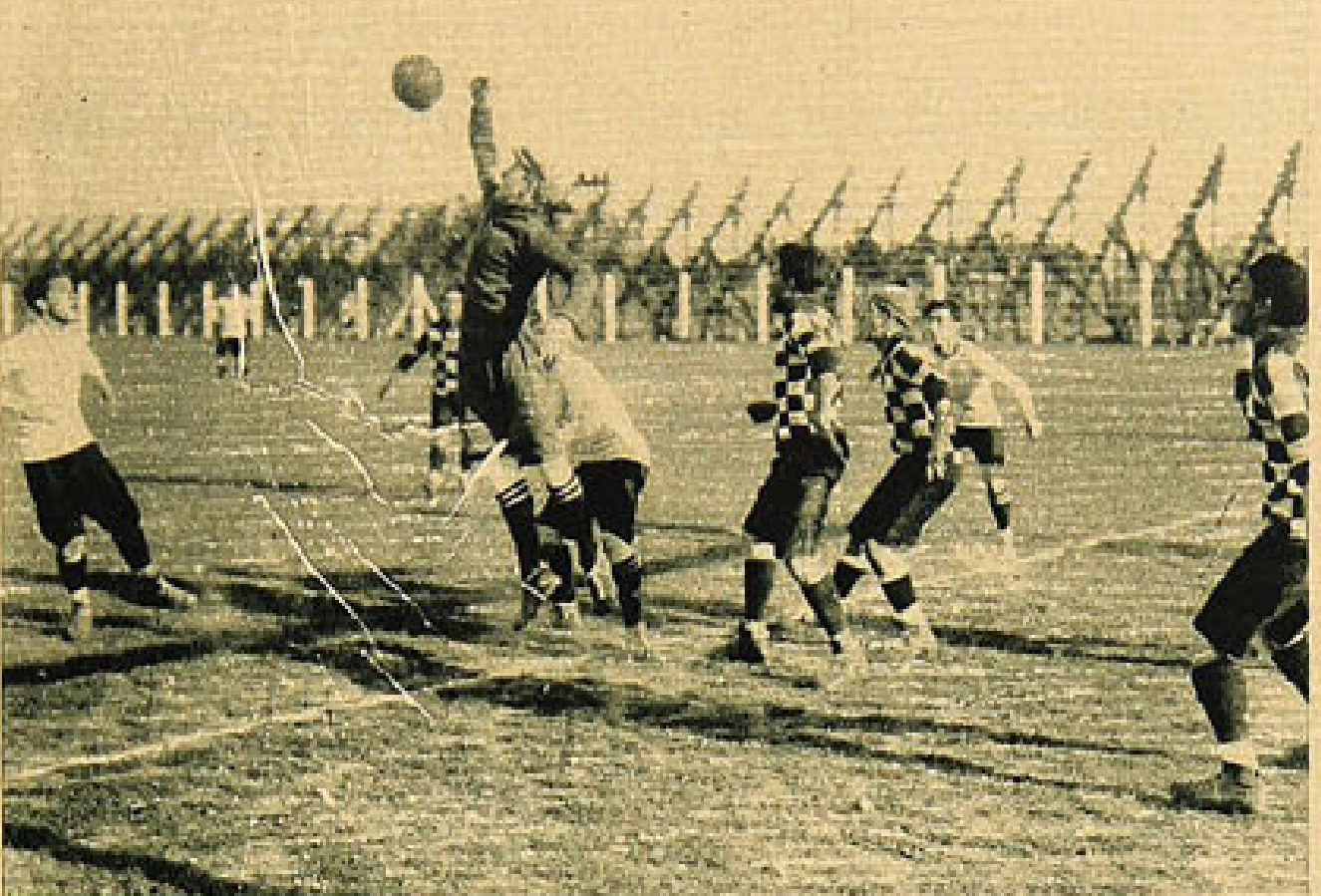
Delanteros de la Universidad Católica atacando la portería visitante, torneo interuniversitario de 1928 en los Campos de Sports de Ñuñoa.

En 1925, existía el Centro Deportivo Universidad Católica, una institución con más de mil asociados que aglutinaba las actividades deportivas de las ramas universitarias. En los años posteriores, el club de fútbol de la Universidad Católica continuó compitiendo de manera amateur en diversas asociaciones capitalinas. 
El 30 de agosto de 1927 se produce uno de sus mayores hitos. Se funda por primera vez el Club Deportivo Universidad Católica. Esta reorganización de las diversas ramas, que actuaban bajo la coordinación de la Federación Deportiva, ha sido reconocida oficialmente por el club como parte de su historia en el amateurismo. El 19 de noviembre, enfrentó al Club Universidad de Chile, fundado meses antes, en el Día de la Universidad Católica, realizado en los Campos de Sports de Ñuñoa. Es uno de los primeros antecedentes de la disputa de un trofeo entre ambas universidades. El triunfo fue para los cruzados por 2:1.
En 1930, la Federación Deportiva se integró al Club Universitario de Deportes, con el que continuó compitiendo de manera conjunta hasta su separación de este en 1936, motivada principalmente por la falta de identificación e interés de los estudiantes de la Pontificia Universidad Católica en participar de las actividades del club, así como por el predominio de la Universidad de Chile tanto en el área deportiva como dirigencial de este. En forma paralela, la rama de fútbol, dirigida por el exjugador de la institución Enrique Teuche, disputaba encuentros amistosos como Universidad Católica. Luego de retomar su propio rumbo, estos partidos ante rivales semiprofesionales y profesionales de la Asociación de Fútbol de Santiago, ante Green Cross y Colo-Colo por ejemplo, sirvieron de preparación para un eventual ingreso a la máxima categoría.

### Fundación y era profesional (1937-presente)

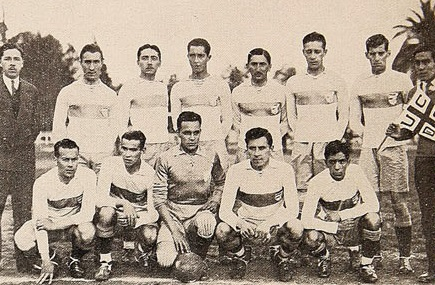
Universidad Católica en 1930, siete años antes de su fundación oficial.

Tras su escisión del Club Universitario de Deportes, el club inició su proceso de afiliación a la Asociación de Fútbol Profesional, la cual fue aprobada el 19 de abril de 1937. Por este motivo, un grupo de estudiantes de la Universidad Católica se reunió en una residencial de Santiago para discutir la organización de un club deportivo con personalidad legal. Aunque el libro Historia del Fútbol Chileno, Diario La Nación, establece como fecha de la primera fundación el 23 de agosto de 1927, finalmente el club quedó constituido de forma oficial el 21 de abril de 1937. Este nuevo comienzo, y el reconocimiento de su legado en el amateurismo, se resume con la frase «El Club Deportivo Universidad Católica ya existía, solo faltaba fundarlo». Ese mismo año comenzó su participación en la Serie B, torneo que actuó como segunda categoría de la asociación y que agrupó, en esa temporada, a cuatro clubes amateur más los equipos de reserva de las instituciones más importantes de Primera División. En su primera temporada en la Serie B, Universidad Católica finalizó en tercera ubicación tras la Universidad de Chile y Santiago National. El 13 de junio de 1937, disputó el primer Clásico Universitario en esa división, cayendo derrotado por 2:1 en el Estadio Militar.

Al año siguiente, ambos clubes solicitaron su ingreso a la Primera División de la Asociación Central de Fútbol, constituida ese mismo año. No obstante, la ACF estimó que solo podía recibir un equipo universitario. Ante esta situación, se decidió que ambos clubes enfrentasen, en el marco del Campeonato de Apertura, a clubes profesionales de Primera División. Universidad Católica resultó derrotado frente a Colo-Colo, campeón en la temporada anterior, por 6:2, mientras que Universidad de Chile cayó por 2:1 frente a Audax Italiano. La mejor actuación de este último provocó que los dirigentes de la ACF se decidieran por su postulación en desmedro de Universidad Católica, que debió postergar su ingreso a la máxima categoría del fútbol chileno hasta 1939. El 8 de octubre de 1938, derrotó por 3:2 al representativo B de su clásico rival, encuentro donde debutó Sergio Livingstone por los colores cruzados. Más tarde, en su primera temporada en Primera, Universidad Católica finalizó en la cuarta ubicación.

### Los inicios en Primera División

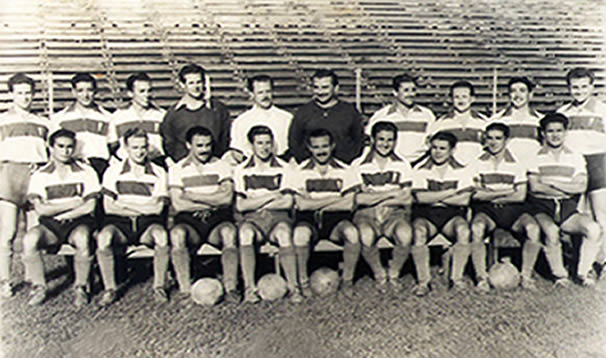
Primer equipo campeón de Universidad Católica.

La década de 1940 comenzó con Universidad Católica ubicándose en la novena posición entre diez equipos. En los años posteriores las cosas no mejoraron, finalizando sexto en 1941 y nuevamente noveno en 1942. En esas temporadas destacaba el puntero derecho Pedro Sáez, conocido por sus potentes remates. En 1943 y 1944, el club consiguió revertir la tendencia luego de finalizar en la quinta ubicación. En este último año destacó el regreso de Sergio Livingstone tras su periplo en Racing Club de Argentina. No obstante, en las siguientes temporadas el club no realizó buenas campañas, posicionándose en la parte baja del torneo nacional, con excepción de la temporada 1947 en la que se ubicó quinto. Durante este periodo el club inauguró el Estadio Independencia en 12 de octubre de 1945.

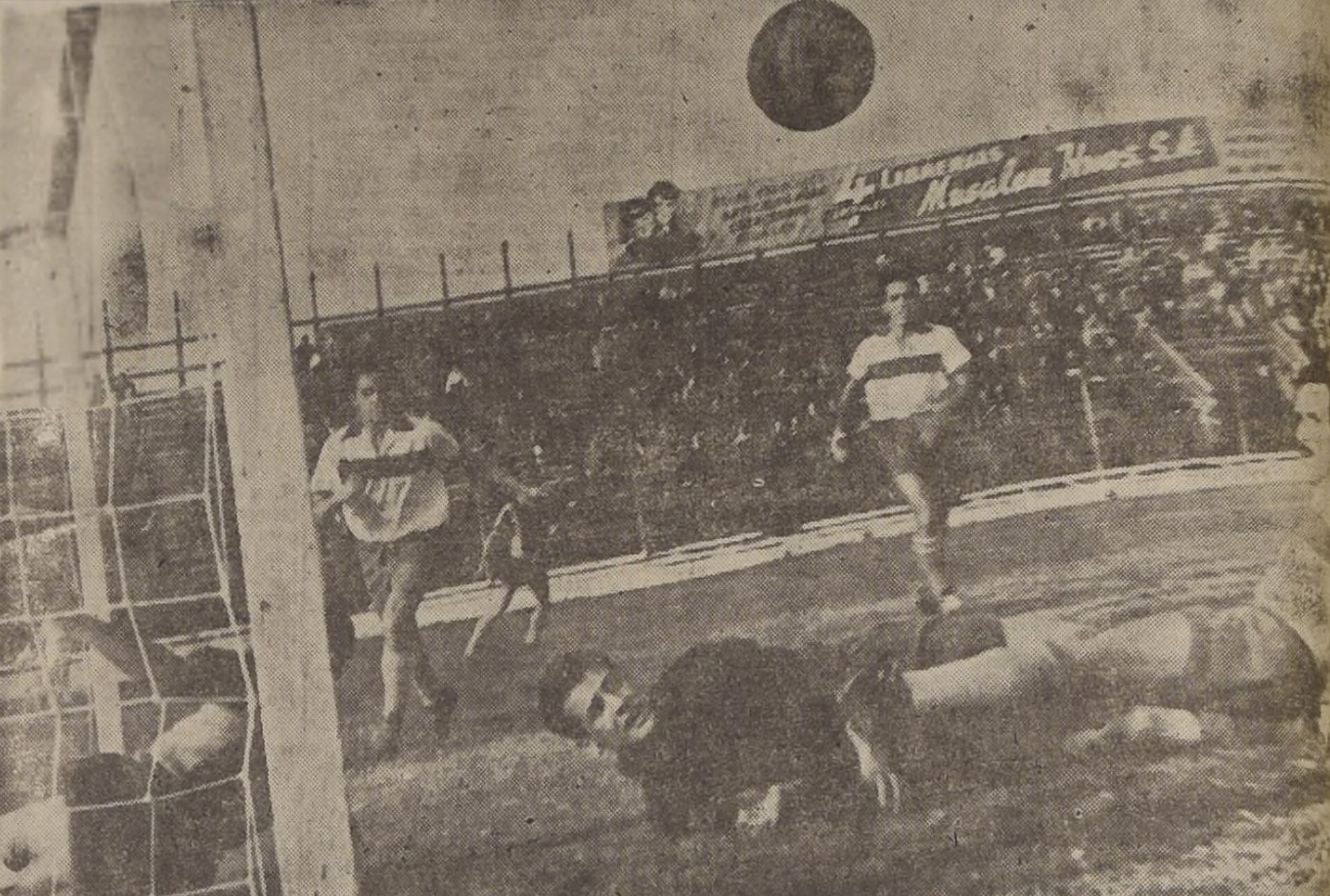
Final del Torneo de Consuelo 1949. Católica se impuso por 3:2 a Badminton.

En 1949, bajo la dirección técnica de Alberto Buccicardi, Universidad Católica remece el mercado futbolístico con la contratación de José Manuel Moreno, que llegó desde River Plate a cambio de $ 1.450.000. El primer logro del ”Charro" en tierras chilenas se produjo el 30 de abril. La franja derrotó por 3:2 a Badminton en la final del Torneo de Consuelo 1949. El 27 de noviembre de ese año, con Sergio Livingstone y Moreno como principales figuras, el club consiguió su primer torneo oficial de la Primera División de Chile, tras vencer en la penúltima fecha a Audax Italiano por 2:1. El encuentro fue disputado en el Estadio Nacional y asistieron 23 381 espectadores.
En 1950, Católica emprendió su primera gira a Europa, donde obtuvo el Torneo Internacional de Pascua en Cataluña, y además, en 1 de mayo, derrotó 4:3 en un lance amistoso al Bayern Múnich en Múnich. Tras su regreso al país, venció 3:2 a la Selección de fútbol de Chile el 21 de mayo, ante aproximadamente 45 000 espectadores reunidos en el Estadio Nacional.
A nivel local el club realizó discretas campañas hasta 1954, temporada en la cual armó un equipo competitivo con Sergio Livingstone, Raimundo Infante, Horacio Cisternas, Romualdo Moro y Miguel Ángel Montuori como grandes figuras del equipo. El 24 de noviembre de ese año, ganó por 5:0 a Universidad de Chile en la máxima goleada del Clásico universitario. Uno de los partidos claves en el último tramo del Torneo Oficial 1954 fue ante Colo-Colo. El 31 de octubre, se enfrentaron en el Estadio Nacional ante 36 184 personas. El triunfo fue para los cruzados por 2:1, con goles de Horacio Cisternas y Miguel Ángel Montuori. Jorge Robledo descontó para los visitantes.

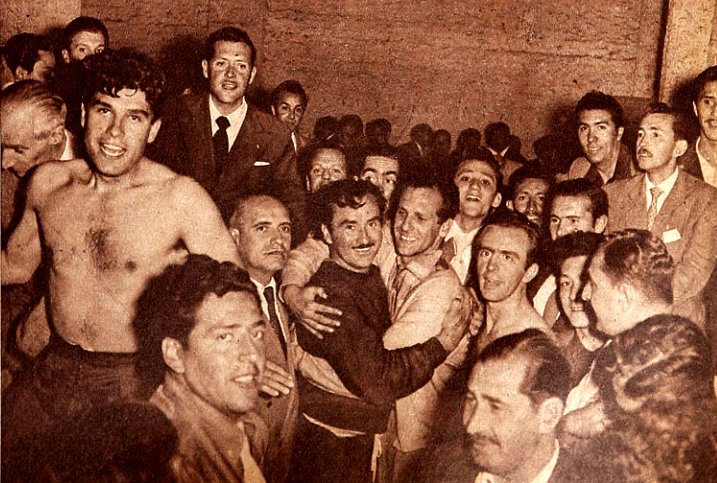
Jugadores de Universidad Católica festejando el título del Ascenso 1956.

El 9 de enero de 1955, ante 57 234 espectadores en el Estadio Nacional, se disputó el encuentro decisivo precisamente ante el escolta Colo-Colo, 
rival al que llevaba un punto de ventaja en la tabla de posiciones. Sergio Livingstone y Fernando Roldán, no pudieron jugar en ese duelo correspondiente a la fecha final de la liguilla por el título. Pese a que reemplazaba a un jugador clave en el equipo, Sergio Litvak cumplió una destacada labor en el arco cruzado y el campeonato fue para la franja cuando el silbatazo final del árbitro sentenciaba el 0:0. Al año siguiente, la institución cayó a la Segunda división, produciendo un cambio en la administración, asumiendo por segunda vez la presidencia del club Enrique Casorzo. 
El sábado 10 de noviembre de 1956, Universidad Católica y Deportes La Serena definieron el título de Segunda división. Ante 38 664 asistentes al Estadio Nacional, los cruzados ganaron por 3:2, con un doblete de Raimundo Infante y un gol de Horacio Cisternas. De esa forma, Católica retornó a la Serie de Honor.

### El esplendor de los años 1960

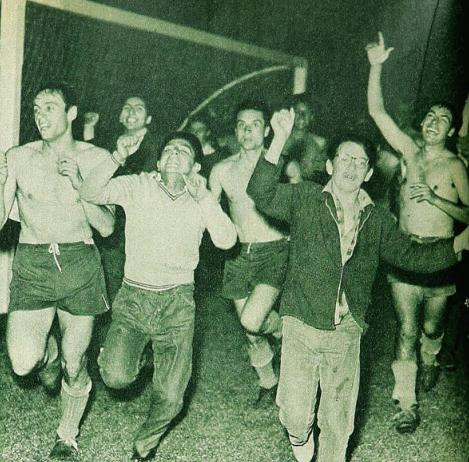
Alberto Fouillioux y otros jugadores dando la vuelta olímpica por el título de 1961.

Como buen presagio de las campañas que se avecinaban, el 18 de diciembre de 1960, Ladislao Kubala visitó Chile y reforzó al equipo cruzado en el triunfo 1:0 sobre River Plate, ante 17 014 espectadores reunidos en el Estadio Nacional. Con un equipo dirigido por el técnico debutante Miguel Mocciola, Universidad Católica volvió a coronarse campeón en 1961 en una emocionante final ante Universidad de Chile. Cruzados y azules llegaron igualados a la última fecha con 38 puntos, aunque la diferencia de goles favorecía a Universidad Católica (+34 contra +27 de su rival), fue necesario dirimir la corona en dos partidos. En la definición por el título, el cuadro de la franja se impuso al empatar 1:1 en el juego de ida y ganar 3:2 en la revancha, disputada el 5 de enero de 1962, con un gol en los minutos finales de Alberto Fouillioux, mediante lanzamiento penal. Ese mismo año, Católica clasificó por primera vez a la Copa Libertadores de América, iniciando así una exitosa historia del club en el ámbito internacional.
Posteriormente, Universidad Católica hizo buenas campañas en el torneo nacional, disputando palmo a palmo con el Ballet Azul de la Universidad de Chile. En la temporada 1966, ganó su cuarto título profesional al sacarle 4 y 5 puntos de ventaja a Colo-Colo y Santiago Wanderers, respectivamente. Se mantuvo invicto ante sus más cercanos perseguidores: Derrotó a Colo-Colo 2:0 y 3:1, venció a Wanderers 2:0, y empató 0:0 contra el equipo de Valparaíso en la segunda rueda. El 4 de enero de 1967, se disputó el encuentro decisivo, partido correspondiente a la antepenúltima fecha del Torneo Oficial 1966. Universidad Católica derrotó por 4:2 a Unión San Felipe en condición de visitante y dio la vuelta olímpica en el Estadio Municipal. Para lograr su objetivo, Universidad Católica se sobrepuso a las expulsiones de Washington Villarroel y Eleodoro Barrientos. Los cruzados contaron con grandes jugadores como Alberto Fouillioux, Ignacio Prieto, el mencionado Washington Villarroel, Luis Olivares, Julio Gallardo, Juan Barrales, Juan Herrera, Armando Tobar y Néstor Isella.
El 4 de marzo de 1967, se produjo el primer enfrentamiento por Copa Libertadores entre Universidad Católica y uno de sus clásicos rivales, Colo-Colo. El resultado favoreció 5:2 a los cruzados. Al año siguiente, venció a Universidad de Chile en la Definición Pre-Libertadores 1968 y clasificó a Copa Libertadores 1969. Durante esta década Universidad Católica disputó tres semifinales de Copa Libertadores: 1962, 1966 y en 1969.

### Crisis económica y descenso

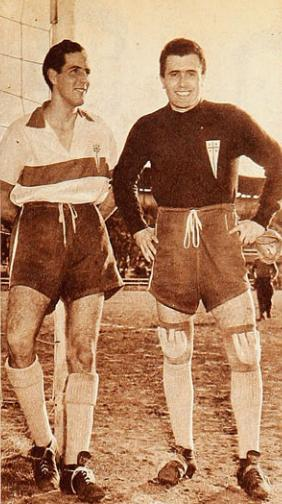
Jorge Luco (a la izquierda del arquero Krebs) fue campeón en 1954 y 1961 en su etapa de jugador. Como entrenador dirigió al equipo campeón del Ascenso 1975.

A finales de a década de los 60, los buenos años de Universidad Católica en el plano nacional comenzaron a terminar. El club empezó a endeudarse y esto derivó en una crisis económica dentro de la institución. La precaria situación económica afectó a su rama de fútbol, que a inicios de los 70 comenzó a dejar los puestos de avanzada en el torneo local. Las alegrías para el club sólo venían en el ámbito amistoso, con el triunfo 3-1 sobre Colo-Colo en la final del Cuadrangular de Santiago 1972. En 1973, el equipo descendió por segunda vez a Segunda División.
De la mano del director técnico Jorge Luco, quien había dado la vuelta olímpica como jugador en las temporadas 1954, 1956 B y 1961, Universidad Católica se coronó campeón de la Segunda División en 1975, gracias a figuras como Alberto Fouillioux, Oscar Wirth, Gustavo Moscoso y Eduardo Bonvallet. Durante esa campaña hubo asistencias superiores a los 40.000 espectadores que seguían al club cruzado. Con un registro de 30 partidos jugados, 18 ganados, 9 empatados y tres perdidos, 64 goles anotados y 22 recibidos, el club finalizó su campaña en el ascenso en el primer lugar con 4 puntos de ventaja sobre Deportes Ovalle. Universidad Católica y Ovalle empataron 1:1 en la primera rueda y en la revancha el marcador fue de 1:0 en favor del equipo cruzado.
En los años posteriores, siempre por el torneo de Primera División, Universidad Católica tuvo rendimientos muy lejanos al de la década anterior, como en 1977, temporada en que terminó en el lugar número 14 de la tabla de posiciones.

### El trabajo de Ignacio Prieto y el renacer deportivo

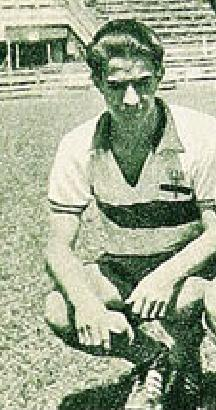
Ignacio Prieto, en la fotografía como campeón juvenil de 1961, fue el entrenador del equipo en los títulos Campeonato Nacional 1984 y Campeonato Nacional 1987.

El 11 de julio de 1983, la UC se consagró campeón de la entonces denominada Copa Polla Gol al vencer a Palestino 2:1, con goles de Juan Ramón Isasi y Jorge Aravena, y posteriormente de la Copa de la República a derrotar por 1:0 a Naval, también con anotación de Isasi, en la extensa temporada 1983. En la temporada siguiente, emprendió una gira por España donde derrotó por 3:2 al FC Barcelona en la final del Trofeo Ciudad de Palma 1984.
En Copa Libertadores 1984, alcanzó la cuarta semifinal de su historia. Su participación se inició en el Grupo 2 junto a Blooming, Bolívar y O'Higgins. Tras ganar el grupo con 4 victorias, un empate y una derrota, sumando un punto más que Blooming, no obtuvo triunfos en la fase siguiente ante Nacional e Independiente, y quedó eliminado con un punto en tres partidos. La revancha contra Nacional en Santiago de Chile no se disputó.
En el terreno local, tras liderar la Zona Sur del torneo oficial con 25 partidos jugados, 15 ganados, 7 empatados y 4 perdidos, el equipo accedió a la liguilla final por el título y se la adjudicó en calidad de invicto (con dos triunfos y un empate). De esa forma, Universidad Católica, dirigido en ese entonces por Ignacio Prieto, consiguió el título de la división de honor después de 18 años. En esa formación, cuya base la constituyeron los campeones del Torneo Internacional de Croix 1980, a cargo del propio Prieto y Alberto Fouillioux, destacaban jugadores como Marco Antonio Cornez, René Valenzuela, Óscar Lihn, Alberto Valenzuela, Miguel Ángel Neira, Rubén Espinoza, Atilio Marchioni, Juvenal Olmos, Mario Lepe, Patricio Mardones, Juan Ramón Isasi, Alexis Noble y Osvaldo Hurtado. En especial sobresalió la figura de Jorge "Mortero" Aravena. Al año siguiente, ganó la Liguilla Pre-Libertadores 1985.
En 1987, nuevamente se titula campeón. Tras 30 partidos disputados, ganó 21, empató 7 y perdió 2. Logró una ventaja irremontable de 10 puntos sobre Colo-Colo. Ignacio Prieto fue nuevamente el entrenador que guio al equipo en su campaña al título. Destacaron en Universidad Católica los aportes de jugadores como Osvaldo Hurtado, Mario Lepe, Patricio Mardones, Rubén Espinoza, Marco Antonio Cornez, Pablo Yoma, Miguel Ángel Neira, Juvenal Olmos, también presentes en la corona de 1984, y otros más jóvenes como Andrés Romero, Andrés Olivares y Raimundo Tupper. Aquel título es mayoritariamente recordado debido a la gran calidad de los jugadores y a una impresionante campaña de un equipo formado exclusivamente por jugadores chilenos. Fue denominado La Máquina o Aplanadora Cruzada en diversas publicaciones. Los Clásicos Universitarios de 1987 constituyen un testimonio de la fortaleza del equipo: Cinco partidos jugados (cuatro oficiales y uno amistoso), tres triunfos cruzados y dos empates. El 4 de septiembre de 1988, menos de un año después de la obtención de la sexta corona, fue inaugurado el Estadio San Carlos de Apoquindo, hecho que concretó un viejo sueño cruzado.

### Años 1990 y finales internacionales
El 13 de noviembre de 1991, ante 8 830 espectadores reunidos en el Estadio Nacional, Universidad Católica ganó la Copa Chile tras vencer 1:0 a Cobreloa con gol de José Percudani. En esa temporada, también obtuvo la Liguilla Pre-Libertadores. En la temporada siguiente, a nivel de hinchas, se fundó la barra brava de la Universidad Católica, Los Cruzados. El 13 de enero de 1993, el club se clasificó a la Copa Libertadores tras derrotar 3:1 a Universidad de Chile en la Liguilla Pre-Libertadores 1992, ante 72 740 personas en el Estadio Nacional.
En la Copa Libertadores 1993, nuevamente bajo la dirección técnica de Ignacio Prieto, Universidad Católica eliminó a conjuntos como Atlético Nacional, Barcelona Sporting Club y a América de Cali en semifinales, tras vencer 1:0 en la ida y empatar 2:2 jugando en el estadio Pascual Guerrero, Colombia. En la final del certamen, cayó ante São Paulo de Brasil por diferencia de dos goles (5:3 en el global), luego de que igualaran en puntaje. El triunfo en Santiago por 2:0, con goles de Juan Carlos Almada y Ricardo Lunari, no bastaron para remontar una desventaja de cuatro goles, luego del 5:1 en contra del partido disputado en Brasil. En la Pre-Liguilla Libertadores 1993, la institución fue eliminada por CD Temuco. La temporada 1993 fue la última en la institución bajo la dirección técnica de Ignacio Prieto. En 1994, el directorio confirmó el de fichaje de dos figuras de renombre mundial y seleccionados de Argentina, Alberto Acosta y Néstor Raúl Gorosito, campeones de Copa América 1993.
Durante la temporada 1994, Universidad Católica clasificó a la final de la Copa Interamericana, competencia oficial de Conmebol y Concacaf. El club Sao Paulo de Brasil, que ya había rechazado disputar el trofeo en calidad de campeón vigente de Copa Libertadores 1992 ante América de México, volvió a rehusar la final como titular de la Copa Libertadores 1993, ante Deportivo Saprissa de Costa Rica. El club brasileño prefirió jugar la Copa Conmebol, cuya primera ronda, coincidía con la revancha de la Copa Interamericana. Por consiguiente, avalado por Conmebol, Concacaf y el propio Saprissa, Universidad Católica obtuvo una legítima clasificación a la Copa Interamericana 1994 como finalista de Copa Libertadores 1993. En el juego de ida de la Copa Interamericana, disputado en el Estadio Ricardo Saprissa de San Juan de Tibás, Deportivo Saprissa de Costa Rica se impuso por 3:1, el zaguero argentino Sergio Vázquez anotó el descuento de la franja. El 1 de noviembre de 1994, en el duelo de revancha desarrollado en San Carlos de Apoquindo, el equipo cruzado, dirigido en ese momento por Manuel Pellegrini, ganó por el mismo marcador al cabo del tiempo reglamentario con goles de Andrés Romero, Alberto Acosta y Juvenal Olmos, en el último minuto de descuento. Fue necesario dirimir el trofeo en tiempo suplementario, en ese lapso, las anotaciones de Miguel Ardiman y Rodrigo Barrera aventajaron al local. De ese modo, Universidad Católica alcanzó el primer título internacional de su historia, destacado por la Confederación Sudamericana de Fútbol en los recuentos del historial del club.
Durante esa misma temporada, ganó la Liguilla Pre-Libertadores 1994 tras empatar 3:3 con O'Higgins. Al año siguiente, se coronó campeón de la Copa Chile 1995 y derrotó 2:1 a Colo-Colo en la final de la Liguilla Pre-Libertadores 1995. Prueba de su rendimiento en aquellos años fue que en 1993 y 1995 se ubicó a nivel mundial en el puesto 18.º y 21.º, respectivamente, según el ranking de IFFHS. Tras vencer 2:1 y 5:2 a Universidad de Chile en semifinales, Universidad Católica ganó la Liguilla Pre-Libertadores 1996 frente a Cobreloa mediante tiros desde el punto penal, debido a que tanto el juego de ida como el de revancha finalizaron con un marcador de 3:2 para cada equipo.
En 1997 llegó la séptima estrella cruzada. El equipo adiestrado por Fernando Carvallo se coronó campeón del Torneo Apertura 1997 en una cerrada lucha frente a Colo-Colo. En el partido de ida, Universidad Católica perdió por 1:0. La revancha se disputó el 10 de julio de 1997 en el Estadio Nacional de Chile. La franja ganó por 3:0 y alzó la copa. Los goles fueron convertidos por Alberto Acosta, David Bisconti y Ricardo Lunari. El 23 de diciembre de 1998, Universidad Católica derrotó mediante lanzamientos penales a Universidad de Chile en la final de la Liguilla Pre-Libertadores 1998.

### La época de O'Ryan y campeonato del bicentenario

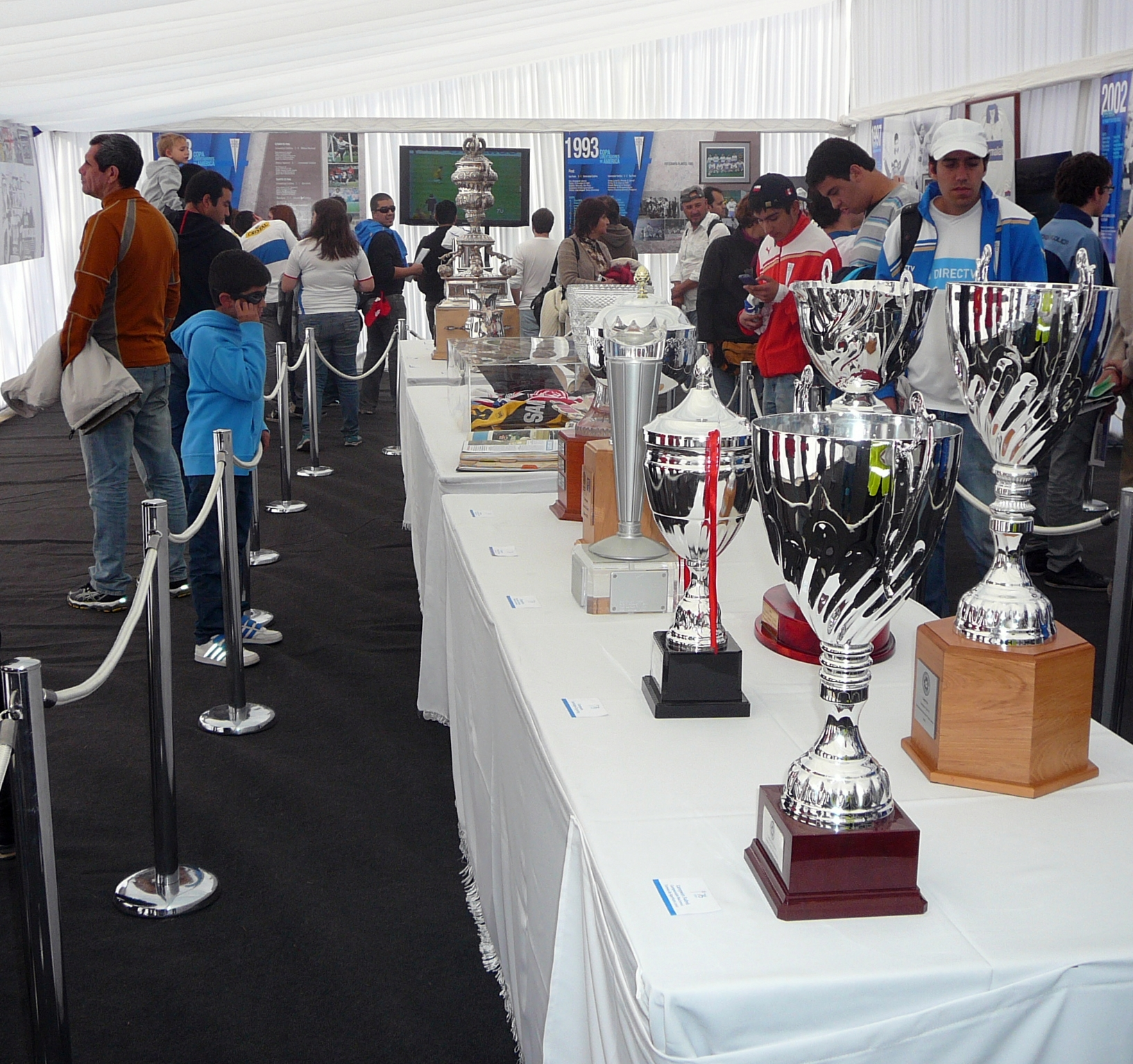
Parte del Museo de Universidad Católica en el aniversario septuagésimo sexto.

En 1999 asumió la presidencia del club Jorge O'Ryan. En su período, el club consiguió dos títulos de Primera división. En 2001 llegó Juvenal Olmos como técnico del primer equipo. Él impuso en el equipo una visión de fútbol ofensivo, gracias a lo cual conquistó el título del Torneo de Apertura 2002, tras derrotar en la final por 4:0 a Rangers de Talca en San Carlos de Apoquindo. En este equipo sobresalieron jugadores como Milovan Mirosevic, Miguel Ramírez, Cristián Álvarez, Pablo Lenci, Patricio Ormazábal, Jorge Campos, entre otros. Hay que destacar que ese año, Universidad Católica eliminó a su archirrival Universidad de Chile en ambas semifinales (Apertura y Clausura).
Con la clasificación para Copa Libertadores asegurada por ser el primer campeón de la temporada, perdió la final del Clausura 2002 contra Colo-Colo. Juvenal Olmos se fue de la institución cruzada para dirigir a la Selección Chilena. Al año siguiente, el club ganó la mencionada Liguilla Pre-Sudamericana 2003 junto a Provincial Osorno. Luego de una grave crisis futbolística en el año 2004, que gatilló la salida del técnico Oscar Garré, Jorge Pellicer se hizo cargo del equipo. Universidad Católica fue lejos el mejor equipo del año 2005, pero el sistema de campeonato de play-offs impidió a la UC hacerse con el título del Torneo Apertura 2005, que quedó en manos de la Unión Española.
El día 22 de diciembre de 2005, Universidad Católica se quedó con el título del Torneo Clausura 2005 en una emocionante definición a penales ante su archirrival, la Universidad de Chile. En este equipo se destacó principalmente el portero, José María Buljubasich, quien consiguió mantener su valla invicta durante 1352 minutos durante el torneo, Darío Conca, elegido el mejor 10 del campeonato y una delantera conformada por Eduardo Rubio y Jorge Quinteros. Cabe destacar que el club llegó a disputar las semifinales de la Copa Sudamericana 2005 cayendo ante Boca Juniors, ya que empató 2:2 en el partido de ida en La Bombonera y perdió 1:0 en el partido de vuelta en San Carlos de Apoquindo. Tal como en la temporada 2002, Universidad Católica ostenta en su camiseta en 2006 un Escudo de Chile, como campeón vigente. Tras la salida de Jorge Pellicer de la banca cruzada a fines de 2006, lo sucedió el técnico peruano José Guillermo Del Solar, con el cual el club fue subcampeón del Torneo Apertura 2007 y clasificó a la Copa Libertadores 2008. A mediados de 2007, Del Solar presentó su dimisión para dirigir la Selección de Perú, poco después de que alzara con los cruzados el trofeo amistoso Copa Exmex en Lima, y asumió como reemplazante Fernando Carvallo, en su tercera etapa al mando del primer equipo. Finalmente, tras haber sido eliminados en primera ronda de Copa Libertadores 2008, con figuras como Darío Bottinelli y Gary Medel, exhibir una irregular campaña en el Clausura 2008, y alcanzar los octavos de final de la Copa Sudamericana 2008 con un retornado Milovan Mirosevic, Carvallo renunció y fue sustituido interinamente por Mario Lepe. El equipo quedó eliminado en cuartos de final de los play-off, por lo que Lepe dejó el primer equipo y volvió a las divisiones inferiores del club. En 11 de diciembre de 2008 la dirigencia confirmó el arribo de Marco Antonio Figueroa como nuevo entrenador del plantel por la temporada 2009.

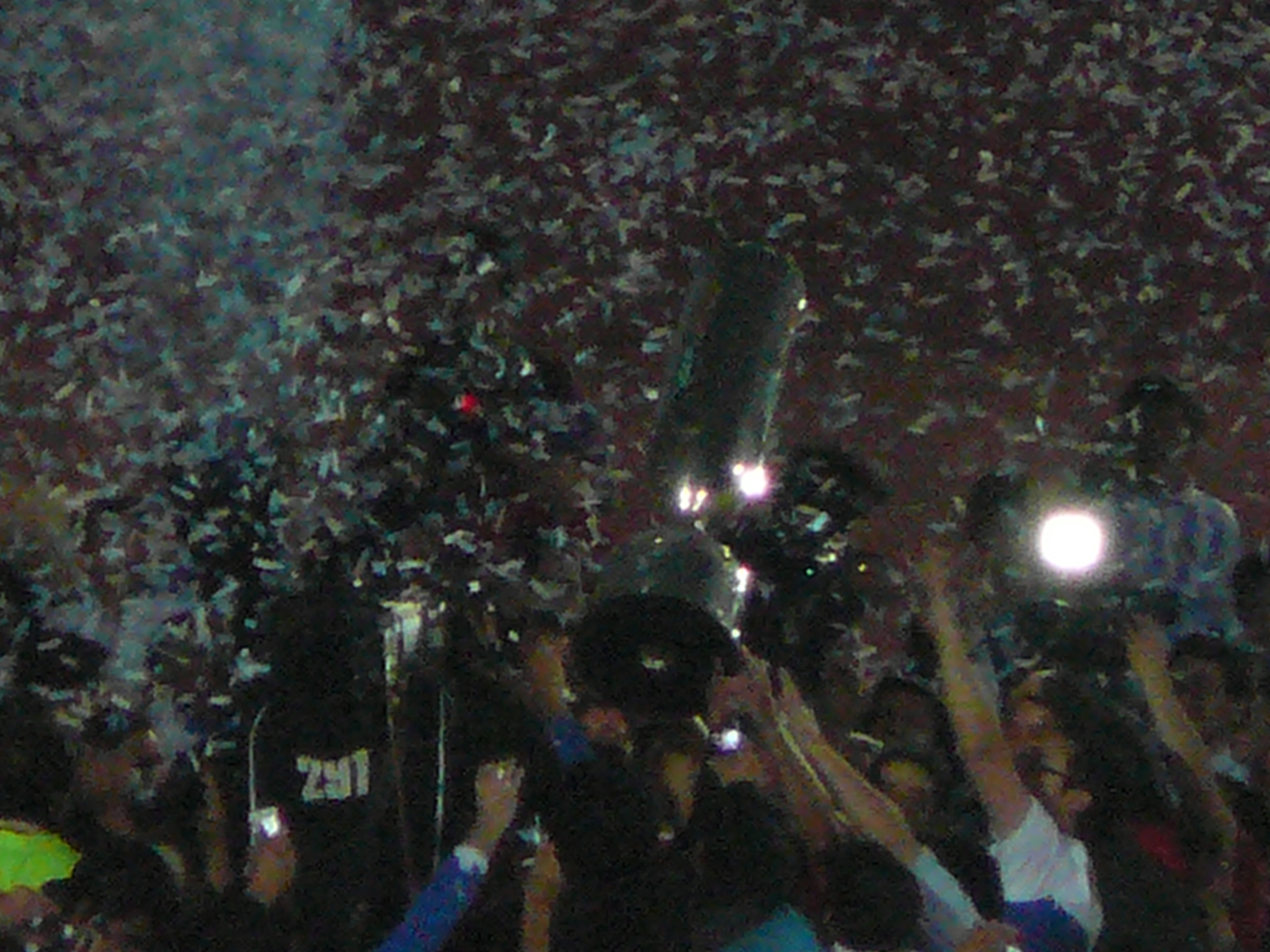
Festejo tras la obtención de Copa Chile 2011.

El 7 de julio de 2010, el directorio de Cruzados SADP margina al entrenador Marco Antonio Figueroa. Tres días después, el 10 de julio, se confirma como nuevo entrenador al exfutbolista argentino, naturalizado español, Juan Antonio Pizzi. En el aspecto social, con motivo de una iniciativa oficial de la Municipalidad de Santiago, la camiseta de Universidad Católica fue preservada en la Cápsula Bicentenario el 28 de septiembre de 2010.
En un asunto que trascendió a lo deportivo, el terremoto acaecido en Chile el 27 de febrero de 2010 provocó un cambio en la modalidad de competencia de la Primera División. Pese a que estaba proyectado como un torneo corto, finalmente el torneo oficial se disputó en modalidad de dos ruedas, todos contra todos, sistema que no se utilizaba desde la temporada 2001. Al final de ese año, Universidad Católica se coronó campeón. A falta de escasas fechas para el término del torneo, Colo-Colo, rival directo en la disputa por el título, poseía una ventaja de 7 puntos, pero Católica remontó la diferencia destacando los triunfos 4:2 sobre Universidad de Chile y 3:2 ante Cobreloa en Calama con un gol agónico de Juan Eluchans. El 5 de diciembre de 2010, la vuelta olímpica tuvo lugar en el Estadio San Carlos de Apoquindo. Universidad Católica derrotó 5 a 0 a Everton y obtuvo así su décima estrella en torneos oficiales. Fue el primer equipo chileno en ganar el Huemul de Plata y de paso recibió la denominación de Campeón del Bicentenario.

### La década más ganadora: El bicampeonato y tetracampeonato nacional

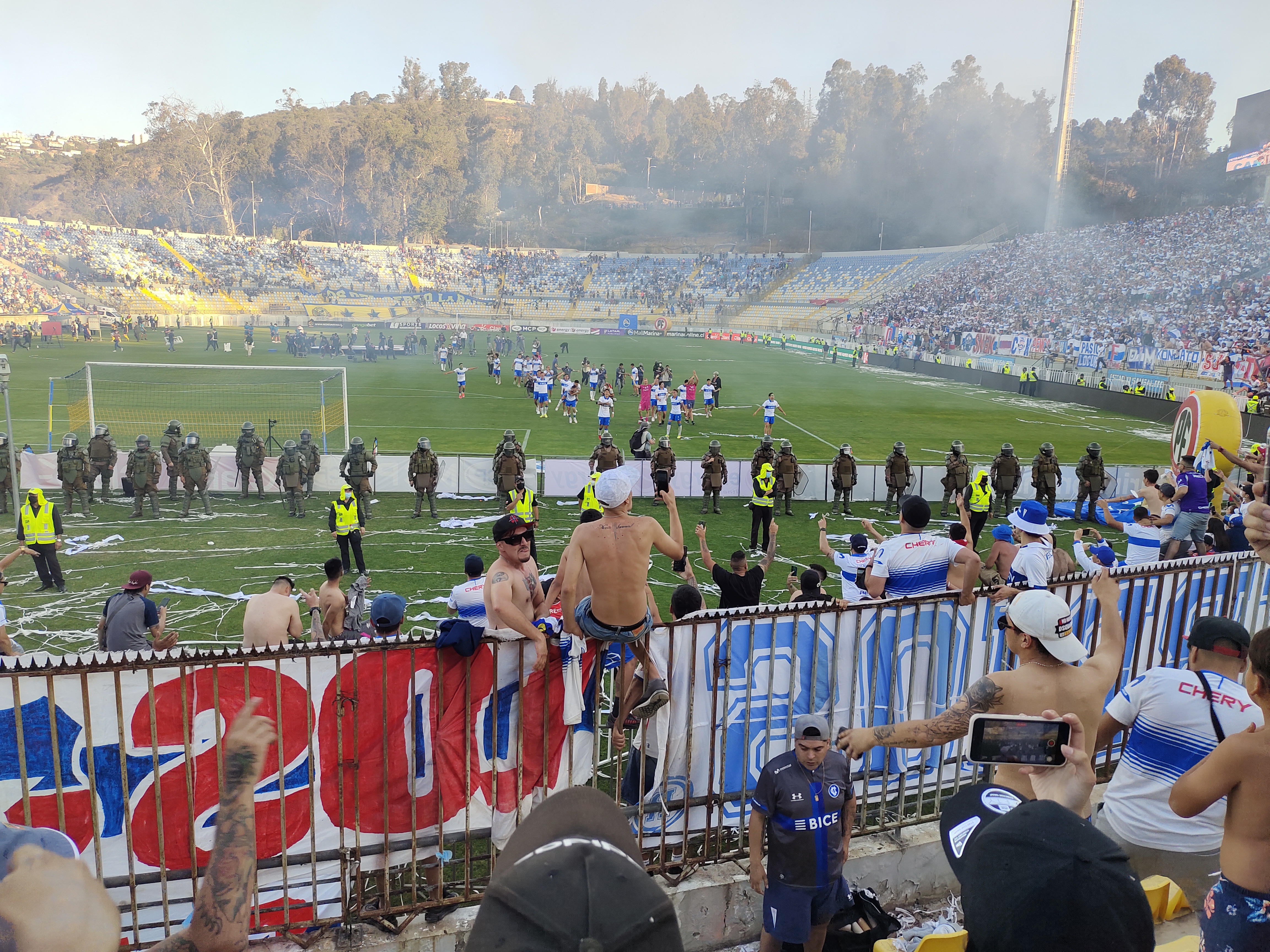
Festejos de jugadores e hinchas tras la obtención del tetracampeonato.

En 2011, el SIFUP le entregó el Premio al Mejor equipo en la Gala del Fútbol SIFUP. El 16 de noviembre de 2011, Universidad Católica se consagró campeón de la Copa Chile. En el partido de ida perdió 0:1 ante Magallanes y luego ganó en la final de vuelta por el mismo marcador. Fue necesario que el torneo se dirimiera a través de lanzamientos desde el punto penal. Universidad Católica se impuso 4 a 2 en esa definición y se adueñó de su cuarta corona en esa competición, asegurando un lugar en la Copa Sudamericana 2012. El club se transformó ese año 2011 en el equipo que más partidos ha disputado en la historia del fútbol chileno en un año calendario entre competencias nacionales e internacionales con 72 partidos oficiales: Torneo de Apertura (23 partidos), Torneo de Clausura (21 partidos), Copa Chile 2011 (12 partidos), Copa Libertadores (10 partidos), Copa Sudamericana 2011 (6 partidos).
El 29 de julio de 2014, Universidad Católica derrotó 1:0 al Valencia de España y obtuvo el Trofeo DirecTV correspondiente a los ganadores parciales de la Copa EuroAmericana. El 20 de mayo de 2015, Universidad Católica ganó la Liguilla Pre-Sudamericana o Postemporada del Clausura tras caer 1:3 en la final de ida, ganar por el mismo marcador en el partido de revancha e imponerse 6:5 en lanzamientos penales ante San Marcos de Arica. El 20 de diciembre de ese mismo año, se impuso en la Liguilla Pre-Sudamericana del Apertura por 4:1 en el Estadio San Carlos de Apoquindo ante Palestino, luego de caer en la final de ida por 2:1, disputada en el Estadio Santa Laura.

#### El primer bicampeonato

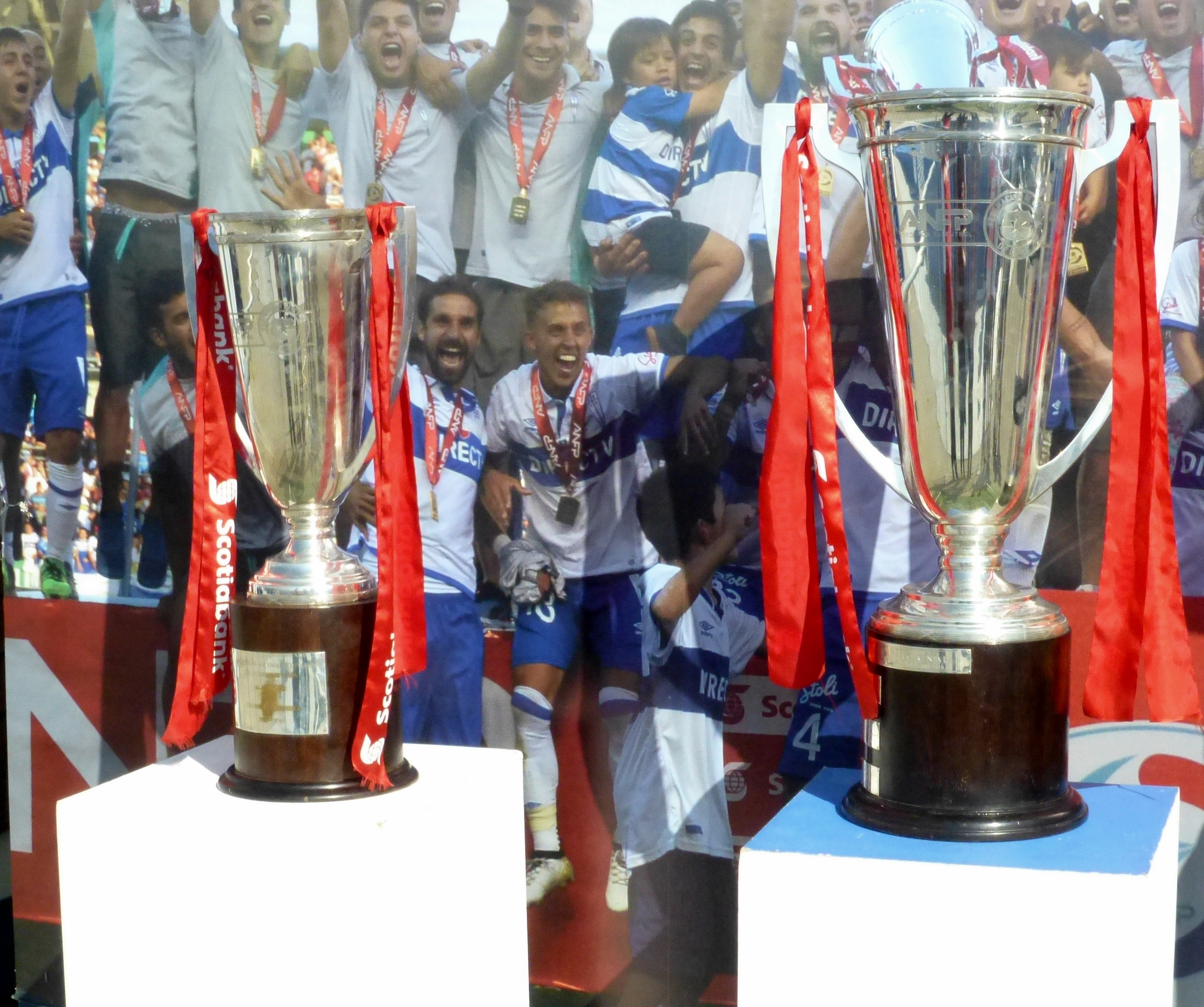
Bicampeonato 2016.

El 30 de abril de 2016, Universidad Católica logró su estrella número once en la última fecha del Clausura 2016. Derrotó por 2:1 a Audax Italiano y obtuvo 29 puntos, uno más que su perseguidor más cercano, Colo-Colo. En quince partidos, la franja totalizó nueve victorias, dos empates y cuatro derrotas. El 15 de septiembre de 2016, Universidad Católica, en su calidad de mejor campeón de la temporada 2015-2016, enfrentó a Universidad de Chile, campeón vigente de Copa Chile, por la Supercopa de Chile. El encuentro que se disputó en el Estadio Ester Roa Rebolledo de Concepción fue un triunfo del equipo cruzado por 2:1 a su clásico rival, ganando la Super Copa 2016. Además, aumentó su superioridad por 13 a 6 en Definiciones entre Universidad Católica y Universidad de Chile. Poco tiempo después, la ventaja se extendería 14 a 6 al eliminar a su tradicional adversario en cuartos de final de Copa Chile 2016 con un marcador global de 5:3.
El 8 de diciembre de 2016, con un triunfo de 2:0 ante Deportes Temuco en el Estadio Germán Becker, ambos goles convertidos por Nicolás Castillo, la franja obtuvo su duodécima estrella y el primer bicampeonato de su historia en torneos de Primera División. En quince partidos, Universidad Católica totalizó nueve victorias, cuatro empates y dos derrotas. El jueves 30 de noviembre de 2017, tras no clasificar a la Copa Libertadores 2018, Mario Salas anunció que la empresa concesionaria Cruzados SADP había decidido terminar con su contrato.
En diciembre de 2017, se anunció Beñat San José como nuevo entrenador por la concesionaria Cruzados SADP. El 2 de diciembre de 2018, en la última fecha del torneo, la UC llegó con 3 puntos de ventaja sobre su escolta Universidad de Concepción, su rival fue Deportes Temuco en el estadio Germán Becker, equipo que disputaba su permanencia en la Primera División. El partido terminó con triunfo de la franja 2 a 1. La campaña del campeón consistió en 17 triunfos, 10 empates y 3 derrotas, con 39 goles a favor y 25 en contra. Con su decimotercera estrella obtenida en 2018, Católica ganó 3 de los últimos 5 torneos nacionales hasta esa fecha. El campeonato significó además, la despedida profesional, de ese entonces su capitán, Cristian Álvarez.

#### Tetracampeonato nacional 2018-2021
Tras la culminación del torneo 2018, Cruzados informó que Beñat San José había dejado la dirección técnica del equipo. Gustavo Quinteros fue anunciado como el nuevo entrenador, quien tuvo su estreno en el Torneo de Verano 2019, donde Católica fue campeón de este torneo amistoso de manera invicta. El 23 de marzo de 2019, Católica se consagró campeón de la Supercopa de Chile, tras derrotar por 5 a 0 a Palestino. El 14 de abril de 2019, se produjo la mayor goleada del Clásico universitario en partidos disputados en San Carlos de Apoquindo, con un triunfo por 4 a 0 a Universidad de Chile. El 29 de noviembre, la franja logró un nuevo bicampeonato, ganando su decimocuarto título de Primera División de Chile. Las protestas en Chile de 2019 motivaron que el Consejo de Presidentes de la ANFP decidiera concluir el torneo oficial a falta de seis fechas. La campaña del club fue de 16 triunfos, 5 empates y 3 derrotas. Con el título de 2019, y su rendimiento deportivo durante el decenio (629 puntos en 339 partidos), Universidad Católica se consagró como el mejor equipo de la década.
Tras la salida de Gustavo Quinteros y la llegada de Ariel Holan, el 10 de febrero de 2021 disputándose el Torneo Oficial 2020, aplazado por la pandemia de COVID-19, Universidad Católica ganó el primer tricampeonato de su historia, obteniendo el decimoquinto título de Primera División, y el quinto de los últimos siete torneos oficiales en Chile. Lo logró tras obtener 18 triunfos, 11 empates y 5 derrotas. Tras la obtención del título de Primera División, por tercera vez consecutiva, el técnico de la escuadra cruzada dejó la institución. Holan fue reemplazado por el uruguayo Gustavo Poyet, quien en su primer partido al mando, se coronó campeón de la Supercopa 2020 con el triunfo de Católica 4-2 sobre Colo Colo. El 26 de mayo de 2021, la UC derrotó 2-0 a Atlético Nacional clasificando a los octavos de final de la Copa Libertadores después de diez años.
El 18 de noviembre de 2021, el club se enfrentó a Ñublense en la final de la Supercopa de Chile 2021, con Cristian Paulucci dirigiendo al equipo cruzado en reemplazo de Poyet, que ya había renunciado. Durante el tiempo reglamentario igualaron 1-1 y en penales la UC se impuso por 7-6. Con este título, el club se coronó tricampeón de la Supercopa, además, superó en títulos oficiales a Universidad de Chile, uno de sus rivales clásicos. La Supercopa fue el cuarto de la franja en esta competición, siendo el club más ganador de ese trofeo hasta esa edición. El 4 de diciembre del mismo año, en el último partido de la Primera División 2021, la franja derrotó por 3 a 0 a Everton en el Estadio Sausalito, alcanzando su estrella número 16 en Primera División y coronándose tetracampeón del torneo nacional. Aunque Colo Colo lo había conseguido entre las temporadas 2006 y 2007, Universidad Católica fue el primero en ganar cuatro torneos largos de manera consecutiva.

### Campañas irregulares

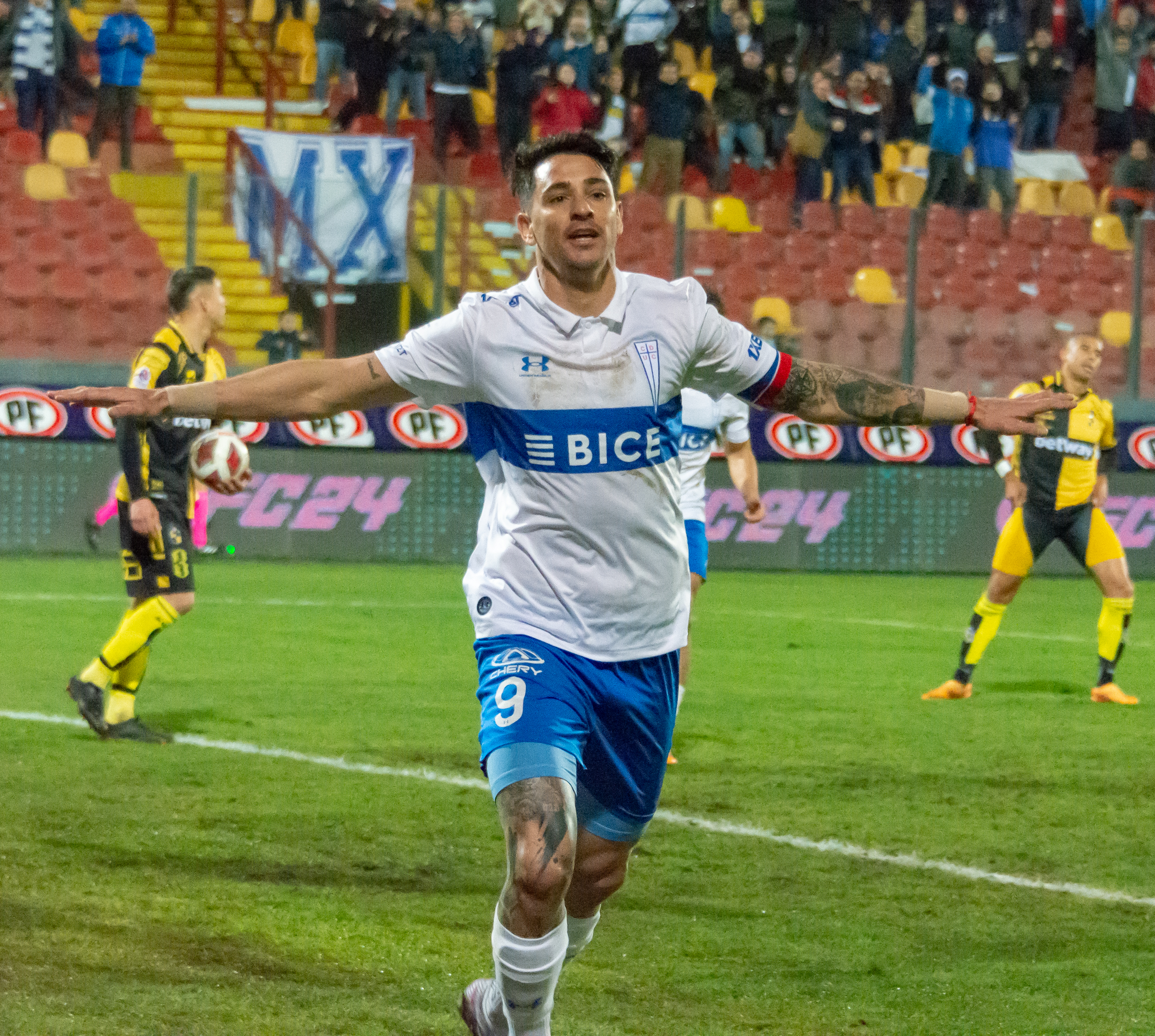
Fernando Zampedri, máximo goleador extranjero del club.

Luego del tetracampeonato, Universidad Católica comenzó una baja en su desempeño. A inicios de 2022, perdió la final de la Supercopa frente a Colo-Colo, disputada en el Estadio Ester Roa Rebolledo de Concepción. Por la Copa Libertadores, compartió el grupo H con Flamengo, Sporting Cristal, y Talleres, clasificando a la Copa Sudamericana. Por la mencionada competición, el club se enfrentó a São Paulo. Fue eliminado por un global de 8:3. En el ámbito nacional, terminó en la séptima ubicación obteniendo un cupo para la Copa Sudamericana 2023.
En las siguientes temporadas, quedó eliminado en la primera fase de la Copa Sudamericana 2023, frente a Audax Italiano por 3:2, y en la misma fase en la Sudamericana 2024, esta vez ante Coquimbo Unido, por 2:0. Durante esos años, destacaría Fernando Zampedri. El 4 de mayo de 2024, al convertir en el triunfo de Universidad Católica por 2:1 sobre Unión Española, el delantero superó los 105 goles de Néstor Isella, y superó el récord de máximo goleador extranjero de la institución. En el Clásico universitario de 18 de mayo, el delantero convirtió el tanto del triunfo por 2:1 con una chilena, que fue elegida el mejor gol del semestre y del año.

## Administración
Tras su escisión del Club Universitario de Deportes, el club inició su proceso de afiliación a la Asociación Fútbol Profesional, la que fue aprobada el 19 de abril de 1937. Por este motivo, un grupo de estudiantes de la Universidad Católica, se reunieron en una residencial de Santiago de Chile para discutir la organización de un club deportivo con personalidad legal. Aunque el libro Historia del Fútbol Chileno, Diario La Nación, fecha la primera fundación el 23 de agosto de 1927, finalmente el club quedó constituido de forma oficial el 21 de abril de 1937. Augusto Gómez fue elegido Presidente; los Vicepresidentes eran Enrique Casorzo y Oscar Älvarez, como Secretario asumió Enrique Pascual; Carlos Bown obtuvo el cargo de Prosecretario; Néstor Braithwaite fue nombrado Tesorero; y Roberto Balbontín acordó desempeñarse como Protesorero.
En 1956, un hecho inédito para la institución hasta entonces, el club cae a la Segunda división chilena. Hacía falta un cambio en la administración, y es por esto que asumió por segunda vez la presidencia del club Enrique Casorzo. A finales de a década de los 60, el club empezó a endeudarse y esto derivó en una crisis económica dentro de la institución. En junio de 1971 La Pontificia Universidad Católica decide vender el estadio Independencia para que esta pudiera solventar sus deudas. La universidad adeudaba las imposiciones de sus funcionarios, y la dirigencia se encontraba dividida acerca de como afrontar esos complicados momentos, lo que motivó la venta del recinto como medida de urgencia, posteriormente el estadio fue demolido. Finalmente, en 1973, el equipo descendió nuevamente a Segunda División.
En 1978 asumió la presidencia Germán Mayo, que al poco tiempo comenzó la construcción de un viejo anhelo desde el cierre de Independencia: un estadio propio. Así se cimentaron las bases de lo que es hoy San Carlos de Apoquindo. En 1982, Alfonso Swett asumió la presidencia del club. Universidad Católica dejó atrás la crisis financiera. Los cruzados arrendaron otros recintos deportivos tras la demolición, hasta la inauguración del Estadio San Carlos de Apoquindo, el 4 de septiembre de 1988. Posteriormente, hubo cambios relevantes, la presidencia de Swett, que había iniciado su mandato en 1982, finalizó al término de 1993, luego vendría una reestructuración comandada por la directiva entrante que implicó la salida del entrenador Ignacio Prieto, a despecho de su reciente campaña internacional y diversos títulos en el club. En 1994 despunta con Jorge Claro al mando de la institución y Manuel Pellegrini a cargo del plantel. En 1999 asume la presidencia del club Jorge O'Ryan, el cual permanecería hasta el año 2009 como tal.
El 29 de septiembre de 2009, Jorge O'Ryan anunció una importante transformación en la Rama de fútbol al darse a conocer la creación de Cruzados SADP, empresa concesionaria que asumió los derechos comerciales y financieros del fútbol profesional y formativo de Universidad Católica por cuarenta años, a través de un vínculo renovable. El 4 de diciembre de ese año Cruzados SADP transa en la Bolsa de Comercio de Santiago treinta millones de acciones de primera emisión más diez millones adicionales (Correspondientes al 80 % de su propiedad) e inició de esa forma una nueva era en la historia del club a nivel administrativo. Tras su primera sesión con fecha 5 de octubre de 2009, el directorio de Cruzados SADP quedó constituido con Jorge O'Ryan como presidente, Luis Felipe Gazitúa en la vicepresidencia, Jaime Estévez, Fernando Echeverría, Andrés Ibáñez, Luis Larraín, Felipe Larraín, Alfredo Moreno, Juan Enrique Serrano, Guillermo Tagle y José Manuel Vélez como directores.
La primera junta de accionistas de Cruzados SADP se produjo el 28 de abril de 2010 y fueron elegidos directores Carlos Williamson, Luis Felipe Gacitúa, Andrés Fazio, Jaime Estévez, Álex Harasic, Andrés Ibáñez, Juan Tagle, Luis Larraín, Víctor Pucci, Jaime Allende y Guillermo Agüero, además de aprobarse el balance 2009. Posteriormente, el 3 de mayo de 2010, tras una reunión de directorio, Jaime Estévez fue nombrado Presidente de Cruzados SADP hasta 2014.
El 16 de abril de 2014 asumió como presidente Luis Larraín Arroyo, hasta su renuncia el 25 de julio de 2016, siendo sucedido por Juan Tagle en 2016. Tagle fue reelecto por votación unánime en abril de 2019 para que esté a cargo de la presidencia por un nuevo periodo de dos años. En abril de 2021, fue nuevamente ratificado por la Junta de Accionistas junto con ello se anunció un aumento de capital para la remodelación del estadio San Carlos de Apoquindo. Tras el ingreso de nuevos accionistas en julio de 2022 Cruzados realizó una nueva junta extraordinaria de accionistas, en la cual se volvió a ratificar a Tagle como presidente.

### Presidentes
El Club Deportivo Universidad Católica ha tenido 21 presidentes desde su fundación el año 1937. El cargo es electo para un período de dos años, en votación directa de los miembros del directorio de la Fundación.
Corporación CDUC
- 1937-1938: Augusto Gómez Soto[161]
- 1939-1946: Jimmy Rasmusen Bowden[161]
- 1947-1949: Óscar Álvarez Lon[161]
- 1950-1951: Enrique Casorzo Federici[161]
- 1952-1953: Alejandro Duque Lagos[161]
- 1953-1954: Carlos Dittborn Pinto[161]
- 1954-1955: Sergio Urrejola Rozas[161]
- 1955-1956: Enrique Casorzo Federici[161]
- 1957-1965: Eduardo Cuevas Valdés[161]
- 1966-1967: Enrique Casorzo Federici[161]
- 1968-1974: Manuel Vélez Samaniego[161]
- 1975-1976: Raúl Devés Jullian[161]
- 1976-1977: José Martínez Guichou[161]
- 1978-1981: Germán Mayo Correa[161]
- 1982-1993: Alfonso Swett Saavedra[161]
- 1994-1996: Jorge Claro Mimica[162]
- 1996-1998: Manuel Vélez Samaniego[163]
- 1999-2010: Jorge O'Ryan Schütz[164]

Cruzados SADP
- 2010-2014: Jaime Estévez Valencia[156]
- 2014-2016: Luis Larraín Arroyo[157]
- 2016-: Juan Tagle Quiroz[160]

### Directorio y administración Cruzados SADP
A 2022, el Directorio y la administración de Cruzados SADP está compuesto por:
| Directorio - Presidente: Juan Tagle Quiroz - Vice-Presidente: Guillermo Agüero Piwonka y Hernán de Solminihac - Directores: Álex Harasic Durán, Sebastián Arispe Karlezi, Felipe Correa Rivera, Martín del Río Arteaga, Juan Pablo del Río Goudie, Jaime Estévez Valencia, Martín Cuthbert de Solminihac y Luis Larraín Arroyo | Administración - Gerente General: Juan Pablo Pareja - Gerente Deportivo: José María Buljubasich - Gerente de Administración y Finanzas: Rodrigo Veloso Contreras - Gerente Comercial: Sebastián Soria |

## Símbolos

### Escudo

Escudo que fue utilizado por el equipo de fútbol en su época amateur, y utilizado de manera conmemorativa desde 2017.

En tanto que los colores actuales —blanco, rojo y azul— fueron adoptados el 30 de agosto de 1927, fecha de la primera fundación del club Universidad Católica (Federación Deportiva desde 1928), ocasión en la que, en el marco de la bendición de las instalaciones del club por parte del arzobispo de Santiago, monseñor Crescente Errázuriz y con presencia del Nuncio Apostólico de Su Santidad, monseñor Ettore Felice, se oficializó el pabellón de la institución, que estaba compuesto por un paño de fondo blanco, como símbolo de "la pureza inmaculada, virtud, moral y vida que se aspira a dar", con una cruz de color azul, en representación de Jesucristo y el cielo, además de la iniciales "U.C de Ch." escritas en color rojo, que buscada simbolizar a la "Sangre Divina que redime al hombre". Cabe destacar, además, que los colores escogidos concuerdan con los de la bandera de Chile, aspecto común en varios clubes de la época.
| Bandera                            | Escudo                            |
| Bandera de la Universidad Católica | Escudo de la Universidad Católica |

### Himno
El himno del Club Deportivo Universidad Católica, tiene su génesis cuando Mauricio Wainer Norman (Socio fundador del Club), toma la melodía de una marcha del cancionero del Santiago College, llamada "Tramp! Tramp! Tramp! (The Prisoner's Hope)", compuesta por George F. Root en 1864, para dar esperanza a los prisioneros de la guerra civil en esa época en EE. UU. La creación del resto de la base del himno, la letra y los arreglos musicales estuvieron a cargo de Vicente Bianchi, Charles Bown Shearer (referencia: sociedad del derecho de autor) socio fundador del club y jugador, Pedro Fornazzari y Alberto Buccicardi.
El himno fue estrenado en el Clásico Universitario nocturno de 1942, cantado por Jorge Montaldo, acompañado por Vicente Bianchi en el piano. Posteriormente otra versión, grabada por el propio Bianchi, con su orquesta y coro, contó con la voz solista de Jaime Aranda Farías. Esta grabación es la más popular y, hasta la fecha, se utiliza como versión oficial del Club en San Carlos de Apoquindo.

## Indumentaria
Los primeros antecedentes con respecto a los colores utilizados por la rama de fútbol de la institución se encuentran en la disputa del Clásico Universitario del 1 de noviembre de 1909. En dicha oportunidad, si bien los datos no son concluyentes, el uniforme del equipo de la Universidad Católica habría sido de color verde.
En el mismo sentido, el uniforme de Universidad Católica intentó representar los colores del pabellón y posteriormente de la insignia del club, siendo la camiseta blanca con una franja horizontal azul utilizada por primera vez frente a la Universidad de Chile en el marco de las Olimpiadas Universitarias de 1930.
Si bien los colores representaban valores de la Cristiandad, hay una clara referencia en la forma triangular del escudo a los estandartes de batalla que utilizaban los Cruzados, guerreros de Las Cruzadas. Esta teoría se reafirma con la presencia de un Caballero en la inauguración del Estadio San Carlos de Apoquindo en 1988. La empresa Puma utiliza esa impronta en su campaña para la camiseta de 2009.
| Primer | ver evolución | Actual |

## Infraestructura

### Estadio
Aunque en sus inicios el club también jugó de local en recintos que no formaban parte de sus activos, como el Estadio Militar y el Nacional, Universidad Católica ha sido propietario de cuatro estadios: El Estadio Universidad Católica, ubicado en el sector de Maestranza y Marcoleta; Campos de Sports de Ñuñoa, que había pasado a manos de la PUC y el Club Deportivo Universidad Católica amateur en 1927; Independencia y San Carlos de Apoquindo.
Durante la transición entre las actividades amateurs y el profesionalismo, las instalaciones del Estadio UC y Campos de Sports, cuyo traspaso incluyó el velódromo y el Club de Tenis de Ñuñoa, fueron escenario de actividades futbolísticas y del deporte en general. Años más tarde, el 12 de octubre de 1945, Universidad Católica inauguró el Estadio Independencia, el cual contaba con cancha de fútbol, pista de atletismo y piscina olímpica. En dicha ocasión, derrotó a un representativo de la Universidad de Concepción por 4:2 ante cerca de 10 000 personas. Sin embargo, en 1971 debió desprenderse de su estadio debido a la situación financiera de la PUC, que contaba con un alto nivel de endeudamiento. La casa de estudios aún contaba con participación en el patrimonio del CDUC.
En 1972, se presentó el primer proyecto para la construcción del Estadio San Carlos de Apoquindo. El nuevo reducto fue inaugurado el 4 de septiembre de 1988. Desde esa fecha, ha sido objeto de diversas remodelaciones. En 1994, se instaló un nuevo marcador electrónico en reemplazo del tablero original. En 2012, se dispuso de nuevas butacas en la tribuna Alberto Fouillioux. En cuanto a la tribuna Livingstone, se construyeron 11 palcos vip. En junio de 2014, se reemplazó los tablones de madera ubicados en la tribuna Livingstone por 2 335 asientos individuales. En 2020, se añadió una nueva iluminación que contaba con 166 luminarias led de última generación, para adecuarlo a las normativas de la Conmebol.
En septiembre de 2020, Cruzados confirmó la intención de que San Carlos de Apoquindo fuera modernizado. Dentro de los cambios propuestos, estuvo el aumento del aforo de 14 000 a 20 000 espectadores, capacidad que en 2025 terminaría estableciéndose en 20 249. El plan contemplaba otros avances como la instalación de 400 paneles fotovoltaicos, luminaria led, sistema de riego moderno y una planta de tratamiento de aguas. En diciembre del mismo año, Cruzados presentó la maqueta del nuevo San Carlos. El 18 de febrero de 2022, se anunció un contrato naming rigths entre Cruzados y Claro, para que este último fuera el partner oficial en el proyecto de modernización.

### Complejo de Fútbol
En 1981, Universidad Católica fundó un recinto deportivo que luego se conocería como Complejo Fútbol, ubicado en el Complejo San Carlos de Apoquindo, el cual es utilizado especialmente para las actividades relacionadas con la mencionada rama. El complejo cuenta con un gimnasio para la preparación de todas las categorías del fútbol de Universidad Católica, las oficinas administrativas y deportivas de Cruzados SADP y la Casa Cruzada «Mario Livingstone».
En 2009, la directiva del Club Deportivo Universidad Católica y Cruzados SADP decidieron renombrar el recinto como Complejo de Fútbol Raimundo Tupper Lyon, en honor al exjugador cruzado Raimundo Tupper Lyon. Entre sus innovaciones de 2018, estuvo la habilitación de un nuevo gimnasio para el fútbol, con una amplitud de 504 m². Tras la  remodelación del Estadio San Carlos de Apoquindo iniciada en 2022, las butacas del mismo fueron reutilizadas para las mejoras de la Cancha 1 en febrero de 2023. Por otra parte, en la Cancha 2 fue reemplazado el césped natural por una superficie sintética de nivel FIFA Quality Pro.

## Datos del club
Para un detalle estadístico véase Universidad Católica en competiciones nacionales y en competiciones internacionales
- Temporadas en Primera División: 84 (1939-1955, 1957-1973, 1976-)
- Temporadas en Segunda División: 3 (1956, 1974-1975)
- Mayor goleada conseguida:
  - En campeonatos nacionales: 10:0 a Selección de San Pedro de Atacama en 2010.[187]
  - En torneos internacionales: 6:0 a Mineros de Venezuela en 1997, 6:0 Minervén Fútbol Club de Venezuela en 1997.[188]
- Mayor goleada recibida:
  - En campeonatos nacionales: 2:9 de Audax Italiano en 1945.[189]
  - En campeonatos internacionales: 2:7 de Club Sport Emelec de Ecuador en 1962.[190]
- Mejor puesto en Primera División: 1.º (16 veces)
- Peor puesto en Primera División: 18.º (1973)
- Máximos goleadores históricos: Fernando Zampedri (126 goles).[191]
- Más partidos disputados: Mario Lepe (639 partidos).[192]

### Trayectoria
En competiciones internacionales, disputa la Copa Libertadores y/o Copa Sudámericana, en la cual ha competido un total de cuarenta y tres temporadas. También participó en 4 temporadas de Copa Mercosur, y una de Copa Interamericana. Su primer partido internacional fue un triunfo por 3 a 0 sobre Emelec de Ecuador, el 10 de febrero de 1962. Hasta la edición 2021, el club se encuentra en el puesto 14 de la tabla histórica de Copa Libertadores. Su mejor clasificación en Conmebol fue en la ubicación 27.º en el año 2006.
En 1950, ganó de manera invicta un trofeo internacional no oficial, el Torneo Internacional de Pascua, organizado por la Federación Catalana, que contó con el patrocinio del gobernador civil de la provincia. Hasta 1960 no existían los títulos internacionales oficiales a nivel de clubes. Este hecho fue determinado por la Confederación Sudamericana de Fútbol.
Según los datos de la RSSSF, desde el primer torneo de Primera División en 1933, hasta el término de la Primera División 2019, la UC registró 93 participaciones en 79 temporadas, explicándose aquello por las modalidades de torneos. El saldo es 2 389 partidos jugados, 1 136 ganados, 597 empatados y 658 partidos; 4 390 goles a favor y 3230 goles en contra, registrando un total de 3336 puntos.

## Palmarés
Desde su primer partido oficial que se dio el 30 de mayo de 1937, la entidad ha disputados partidos oficiales regionales, nacionales e internacionales organizadas por la Conmebol, ganando 16 títulos de Primera División, 4 Copa Chile, 4 Supercopa de Chile, 1 Copa de la República, 2 torneos de Segunda División. A nivel internacional, conquistó la Copa Interamericana en 1994. Ha sido uno de los cuatro equipos chilenos que ha disputado una final de la Copa Libertadores de América y el último en hacerlo, en 1993.
Nota: en negrita competiciones vigentes en la actualidad.
| Torneos nacionales                                           | Torneos nacionales                                                                                       | Torneos nacionales |
| Competición                                                  | Títulos                                                                                                  | Subcampeonatos |
| ------------------------------------------------------------ | --- | --- |
| Primera División de Chile (16/21)                            | 1949, 1954, 1961, 1966, 1984, 1987, A-1997, A-2002, C-2005, 2010, C-2016, A-2016, 2018, 2019, 2020, 2021 | 1962, 1964, 1965, 1967, 1968, 1989, 1990, 1994, 1995, 1996, C-1997, 1999, 2001, C-2002, A-2007, C-2009, A-2011, T-2013, A-2013, C-2014, A-2015 |
| Copa Chile (4/8)                                             | 1983, 1991, 1995, 2011                                                                                   | 1958, 1961, 1962, 1982, 1984, 1989, 1990, 2012                                                                                                 |
| Supercopa de Chile (4/2)                                     | 2016, 2019, 2020, 2021 (Récord compartido)                                                               | 2017, 2022 |
| Segunda División de Chile (2/0)                              | 1956, 1975                                                                                               | |
| Copa de la República (1/0)                                   | 1983 (Récord)                                                                                            | |
| Liguilla Pre-Libertadores (8/2)                              | 1985, 1989, 1991, 1992, 1994, 1995, 1996, 1998 (Récord)                                                  | 1990, 2000 |
| Liguilla Pre-Sudamericana (3/2)                              | 2003, C-2015, A-2015 (Récord)                                                                            | 2002, 2007 |
| Torneo de Consuelo del Campeonato de Apertura de Chile (1/0) | 1949 (Récord compartido)                                                                                 | |
| Torneos internacionales                                      | | |
| Competición                                                  | Títulos                                                                                                  | Subcampeonatos |
| Copa Libertadores (0/1)                                      | | 1993 |
| Copa Interamericana (1/0)                                    | 1994 | |

## Jugadores

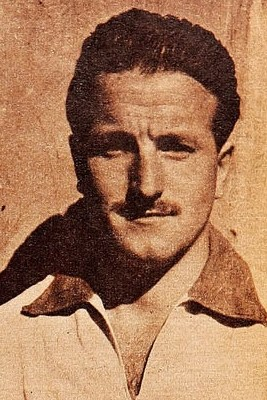
Hernán Carvallo, campeón en Universidad Católica 1949, 1954 y 1956 (B).

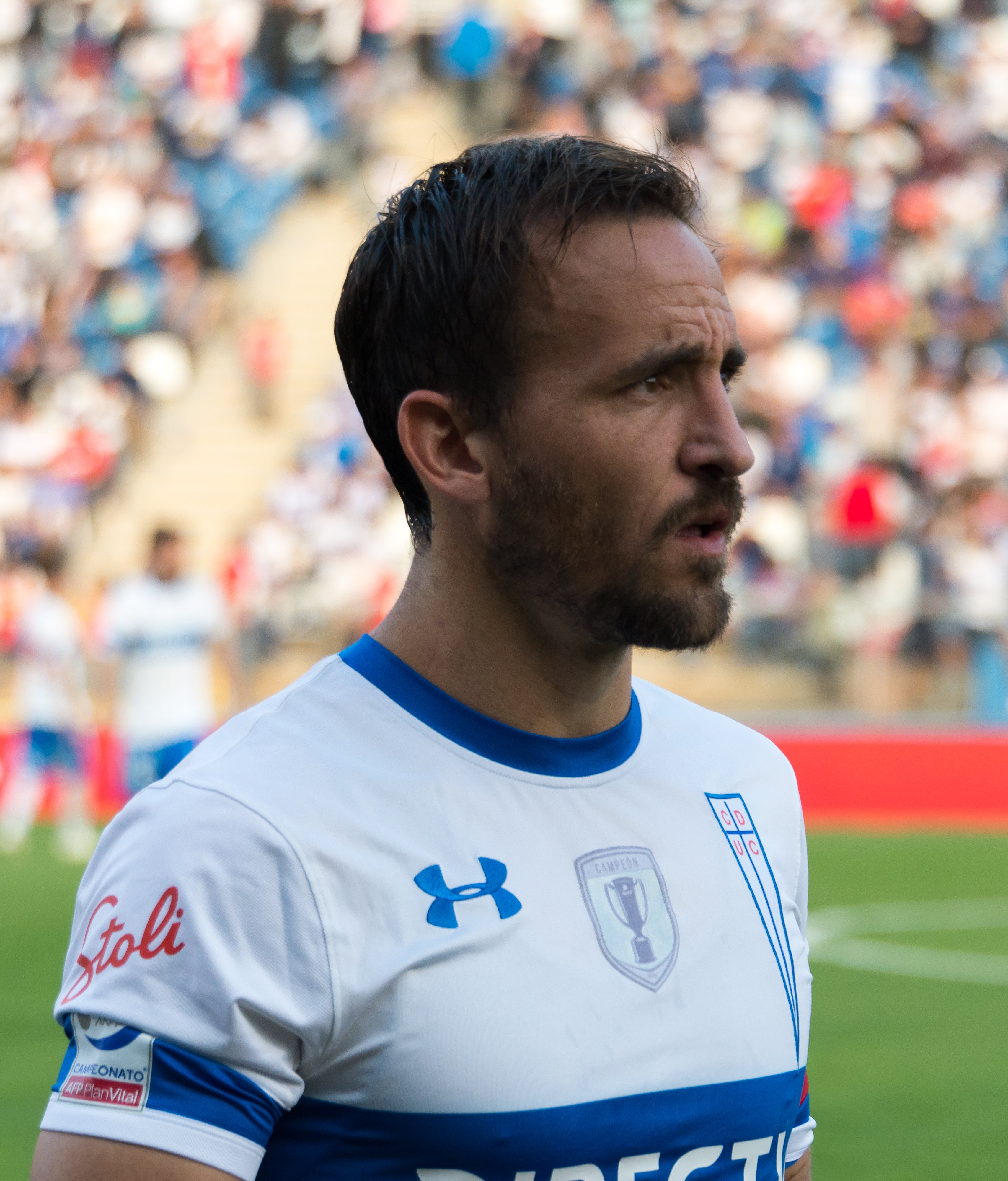
En 2021, José Fuenzalida consiguió su décimo título con Universidad Católica, siendo el jugador más ganador en la historia de los Cruzados.

Entre las figuras históricas de los años 1940 y 1950 destaca el arquero Sergio Livingstone, considerado uno de los mejores arqueros de la historia y el primer seleccionado chileno del club, junto al delantero argentino José "Charro" Moreno, que impulsó la obtención del campeonato nacional chileno de 1949, además de otros jugadores de gran rendimiento como Manuel Álvarez, Fernando Roldán, Luis Lindorfo Mayanés, Hernán Carvallo, Rodolfo Almeyda, Jaime Vásquez y Fernando Riera. También destacaron las figuras de Romualdo Moro, Miguel Ángel Montuori, quien luego de su paso por la UC fue transferido a la Fiorentina, club donde hasta el día de hoy es un ídolo, y Raimundo Infante, uno de los goleadores históricos del club.
En los años 1960 destacaron Alberto "Tito" Fouilloux, Walter Behrens, Washington Villarroel, Orlando Ramírez, Ricardo Trigilli, Leopoldo Vallejos, Juan Barrales, Armando Tobar, Néstor Isella, con quien Fouilloux realizó una exitosa sociedad en mediocampo, y Julio Gallardo. En esos años, en el equipo dirigido por el histórico director técnico Fernando Riera, también destacaban los hermanos Luis Hernán y Fernando Carvallo. A mediados y fines de los años 1970, el club tuvo en Gustavo Moscoso a uno de sus jugadores más sobresalientes.
Los años 1980 fueron marcados por las participaciones de Marco Antonio Cornez, Osvaldo "Arica" Hurtado, Jorge "Mortero" Aravena, René Valenzuela, Rubén Espinoza, Miguel Ángel Neira, Mario Lepe, Juvenal Olmos y el portero Patricio Toledo, obteniendo los campeonatos de 1984 y 1987.
Las figuras de los años 1990 fueron Nelson Parraguez, Andrés Romero, Gerardo Reinoso, José del Solar, Ricardo Lunari, Sebastián Rozental y el recordado lateral Raimundo Tupper, fallecido durante una concentración del plantel en Costa Rica e ícono de la hinchada, junto a la dupla conformada por los argentinos Néstor Raúl Gorosito y Alberto Acosta, con la que se obtuvo la Copa Interamericana de 1994, hasta ahora único título internacional del club.
Durante el Torneo de Clausura de 2005, brillaron las figuras de los argentinos Facundo Imboden, Darío Conca, Jorge "Polo" Quinteros y José María Buljubasich. Este último durante el mencionado torneo de 2005, mantuvo su valla invicta por 1352 minutos, quedando en primer lugar del ranking de invencibilidad en Chile, quebrando el récord anterior, y en cuarto lugar del ranking mundial en torneos de Primera División.
En los últimos años han destacado las participaciones de Cristián Álvarez, Milovan Mirosevic, Nicolás Castillo, Christopher Toselli, Felipe Gutiérrez, Francisco Silva y Gary Medel, los cinco últimos permanentes en la selección chilena. Tras ganar un bicampeonato en 2016, José Fuenzalida celebró con la "Franja" un inédito tetracampeonato (2018, 2019, 2020 y 2021), además de cuatro ediciones de la Supercopa de Chile, convirtiéndose en el jugador con más títulos en Universidad Católica, siendo campeón en once ocasiones. A su vez, Germán Lanaro, se convirtió en el extranjero con más títulos en la franja, sumando un total de diez conquistas.

### Históricos
Nota: Activo en la Institución.
| 1.                 | Fernando Zampedri  | 130 goles          | 1.                 | Mario Lepe         | 639 partidos       | 1.                 | Mario Lepe         | 20 temporadas      |
| 2.                 | Rodrigo Barrera    | 118 goles          | 2.                 | Andrés Romero      | 484 partidos       | 2.                 | Sergio Livingstone | 20 temporadas      |
| 3.                 | Raimundo Infante   | 114 goles          | 3.                 | Nelson Parraguez   | 435 partidos       | 3.                 | Cristián Álvarez   | 17 temporadas      |
| 4.                 | Alberto Fouillioux | 108 goles          | 4.                 | Cristián Álvarez   | 426 partidos       | 4.                 | Andrés Romero      | 16 temporadas      |
| 5.                 | Néstor Isella      | 105 goles          | 5.                 | Alberto Fouilloux  | 372 partidos       | 5.                 | Alfonso Parot      | 16 temporadas      |
| Ver lista completa | Ver lista completa | Ver lista completa | Ver lista completa | Ver lista completa | Ver lista completa | Ver lista completa | Ver lista completa | Ver lista completa |

### Plantilla 2025
- Por disposición de la Asociación Nacional de Fútbol Profesional (ANFP), los equipos chilenos en la Liga de Primera están limitados a tener en su plantel un máximo de seis futbolistas extranjeros, más un juvenil extranjero inscrito en el fútbol formativo desde el año 2023, pero:
  - Agustín Farías posee la doble nacionalidad argentina y chilena.
  - Fernando Zampedri posee la doble nacionalidad argentina y chilena.
  - Leenhan Romero pertenece al registro del Fútbol Joven.
- Por disposición de la ANFP, el número de las camisetas no puede sobrepasar al número de jugadores inscritos.
- Por disposición de la ANFP, el plantel debe utilizar al menos 1890 minutos a juveniles chilenos nacidos a partir del 1 de enero de 2004.

### Altas 2025
| Jugador            | Posición      | Procedencia        | Tipo     |
| ------------------ | ------------- | ------------------ | -------- |
| Darío Melo         | Portero       | Deportes Melipilla | Libre    |
| Tomás Asta-Buruaga | Defensa       | Everton            | Retorno  |
| Dylan Escobar      | Defensa       | Coquimbo Unido     | Préstamo |
| Gary Medel         | Defensa       | Boca Juniors       | Libre    |
| Jhojan Valencia    | Mediocampista | Austin             | Libre    |
| Eduard Bello       | Delantero     | Barcelona          | Préstamo |
| Diego Valencia     | Delantero     | Salernitana        | Libre    |
| Jugador            | Posición      | Procedencia        | Tipo     |

### Bajas 2025
| Jugador             | Posición      | Destino             | Tipo     |
| ------------------- | ------------- | ------------------- | -------- |
| Sebastián Pérez     | Portero       | Palestino           | Libre    |
| Aaron Astudillo     | Defensa       | Cobresal            | Libre    |
| Gary Kagelmacher    | Defensa       | Montevideo City     | Libre    |
| Alfonso Parot       | Defensa       | Deportes Limache    | Libre    |
| Carlos Salomón      | Defensa       | Deportes Copiapó    | Libre    |
| Luis Muñoz          | Defensa       | Deportes Santa Cruz | Préstamo |
| Nicolás L'Huillier  | Defensa       | Deportes Concepción | Préstamo |
| Joaquín Torres      | Mediocampista | Philadelphia Union  | Retorno  |
| Ian Toro            | Mediocampista | Rangers             | Libre    |
| Jorge Ortiz         | Mediocampista | Deportes La Serena  | Préstamo |
| Bryan González      | Mediocampista | Unión San Felipe    | Préstamo |
| César Pinares       | Mediocampista | Deportes Limache    | Libre    |
| Nicolás Castillo    | Delantero     | Santiago City       | Libre    |
| Gonzalo Tapia       | Delantero     | River Plate         | Libre    |
| Martín Hiriart      | Delantero     | Unión La Calera     | Préstamo |
| Jugador             | Posición      | Destino             | Tipo     |
| Thomas Gillier      | Portero       | Bologna             | Libre    |
| Guillermo Soto      | Defensa       | Tigre               | Préstamo |
| Jader               | Delantero     | Santa Clara         | Retorno  |
| Francisco Arancibia | Delantero     | Garcilaso           | Libre    |

## Entrenadores

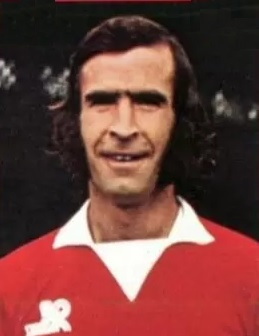
Ignacio Prieto, el entrenador más exitoso y que más temporadas ha dirigido en la historia del club. En 10 temporadas, consiguió cuatro títulos nacionales.

Universidad Católica ha tenido más de 50 entrenadores a lo largo de su etapa profesional, siendo Enrique Teuche el primero de estos, seguido al año siguiente por el húngaro Máximo Garay. El técnico chileno Alberto Buccicardi, quien dirigió a la escuadra cruzada por un período de dos años, fue el primero en conseguir un campeonato nacional en Universidad Católica, ganando el trofeo de la Primera División 1949 y el Torneo de consuelo 1949.
El director técnico que se mantuvo por más años en la «UC» es Ignacio Prieto, quien dirigió al equipo en dos períodos, durante los años 1983 y 1990, y posteriormente las temporadas 1992 y 1993, manteniendo su cargo por un período de 10 temporadas. En tanto, el entrenador más exitoso en la historia de Universidad Católica, es precisamente Prieto, quien como entrenador en el ámbito local fue campeón dos veces del torneo nacional, en sus ediciones 1984 y 1987, una vez por Copa Chile en 1983, y consiguió el título de la Copa República en 1983, además de ganar 4 Liguilla Pre-Libertadores. Asimismo en 1992 Prieto, consiguió llegar a la única final disputada por el club en la Copa Libertadores en la edición 1993 perdiendo ante São Paulo en un global de 5-3. Tras la marcha de Prieto llega Manuel Pellegrini el cual gana la Copa Interamericana 1994, el título más importante del club y la Copa Chile 1995.
En el año 2015, Mario Salas tomó la banca cruzada, quien se posicionó como el segundo entrenador más exitoso del club al ganar el Clausura 2016, Supercopa 2016 y el Apertura 2016, y siendo el primer técnico en conseguir un bicampeonato con la institución.
De los entrenadores que han dirigido al club en su historia, ha llegado a contar con el servicio de múltiples entrenadores de distintas nacionalidades, en la que destacan la nacionalidad chilena con alrededor de 30 técnicos, mientras que la argentina es la nacionalidad extranjera más numerosa.

## Otras secciones y filiales

### Reservas

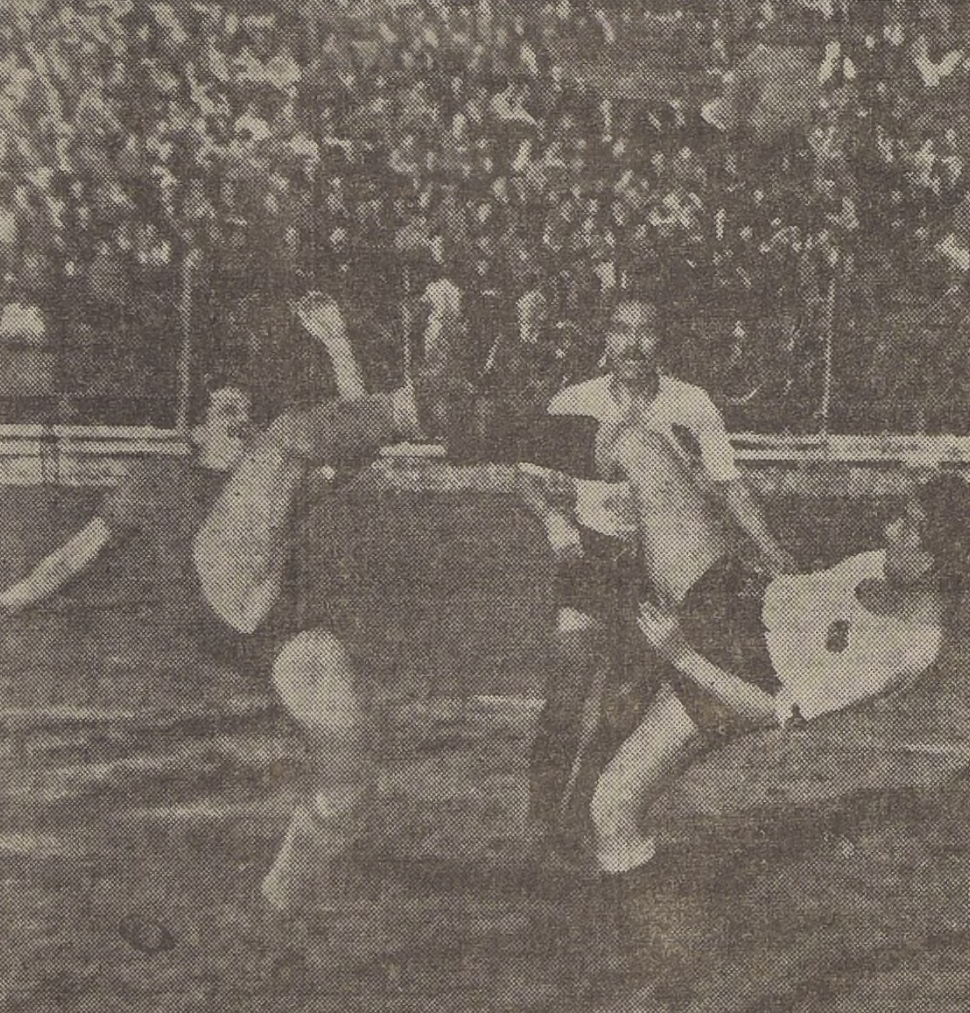
Triunfo sobre Colo-Colo por 3:2 en el Estadio Independencia por el Torneo de Reservas 1949.

Cono ocurría en otros clubes desde los comienzos del profesionalismo en Chile, el equipo de Reservas de Universidad Católica tenía por objetivo proyectar jóvenes valores, y también proporcionar ritmo competitivo a los jugadores que alternaban en la División de Honor.
El 3 de enero de 1968, los cruzados se consagraron tetracampeones del Torneo de Reservas al derrotar a Universidad de Chile por 2:1 en el Estadio Independencia. Entre los titulares se encontraban Leopoldo Vallejos, Luis Hernán Carvallo, Fernando Carvallo y Sergio Messen.

### Fútbol formativo

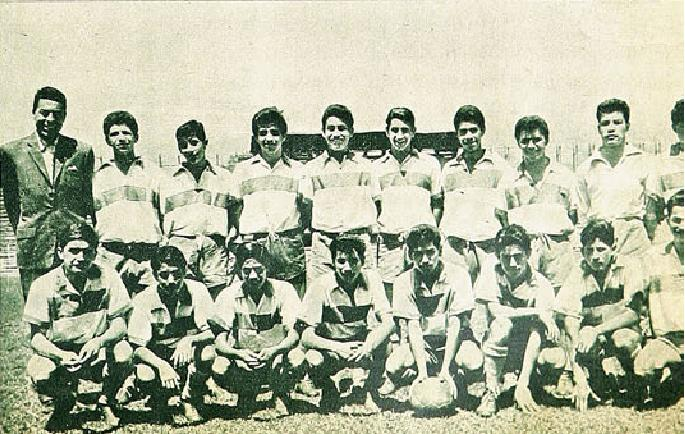
Primera Infantil de Universidad Católica campeón invicto de 1961.

Las divisiones inferiores de Universidad Católica tienen como objetivo preparar jugadores para que formen parte del primer equipo. Abarcan ocho secciones desde las categorías sub-11 a la sub-19. La UC ha organizado torneos para cadetes como el Torneo Internacional UC Sub-17.
Los futbolistas jóvenes de Universidad Católica han alcanzado logros trascendentales como el Torneo Internacional de Croix Sub-19 1980, la Copa del Mundo para jóvenes de la época. Destacaron en su alineación jugadores que también obtendrían logros con el plantel adulto, como Juvenal Olmos, Pablo Yoma y Patricio Mardones.

"Benfica y Dinamo, de Portugal y Unión Soviética, fueron derrotados por los juveniles cruzados, que partieron silenciosamente para luego alcanzar este título que prestigia al fútbol chileno, ya que es el primero de toda su historia", Las Últimas Noticias, martes 27 de mayo de 1980.

Además cuenta a su haber otros títulos internacionales como el Torneo Internacional del Club Rijswijk V.C. de La Haya en 1989, Torneo de Fútbol de Veracruz Sub-17 y Torneo Internacional de Gales Sub-17, ambos en 2006, y el tricampeonato 2009-2011 en el Mundialito Infantil de la Universidad Austral de Chile. El 25 de julio de 2012, la categoría sub-15 de Universidad Católica se coronó campeón del torneo Manchester United Premier Cup de ese año, disputado en China, mundial de la división, con un equipo integrado por Jaime Carreño, Francisco Sierralta, Raimundo Rebolledo, Carlos Lobos, entre otros.

### Fútbol femenino
Los primeros antecedentes de la filial de Universidad Católica en el fútbol femenino se encuentran en Claudio López, su principal gestor. En el año 2003 comenzó un trabajo de formación con niñas entre diez y trece años. Tres años más tarde las jugadoras cruzadas obtienen el Torneo Octogonal del Country Club. Al año siguiente las jugadoras participaban en la Liga LIFI y poco después el equipo ganó el Apertura 2008, obtuvo el Cuadrangular del Colegio Inglés de La Serena y, nuevamente en la competencia de LIFI, se apoderó del Clausura.

### Universidad Católica "B"
Universidad Católica "B" fue el nombre del equipo filial. Participó entre los años 1999 y 2006 en la Tercera División de Chile, la última categoría profesional antes de que fuera creada la actual Segunda División. Como equipo reserva, no podía disputar la liguilla por el título de la categoría, debido existía la prohibición de que un equipo B ascendiera. Durante su participación en Tercera División obtuvo el primer lugar en 5 oportunidades: En la segunda fase de la Zona Norte de la temporada 2002; en el Torneo Apertura del Grupo Norte C de la temporada 2003, adjudicándose ambos lugares en calidad de invicto; el Apertura 2004 del grupo 3; la Segunda fase de la Zona Centro Norte en 2005, y la Zona Centro Norte en la temporada 2006.

## Hinchada

### Encuestas

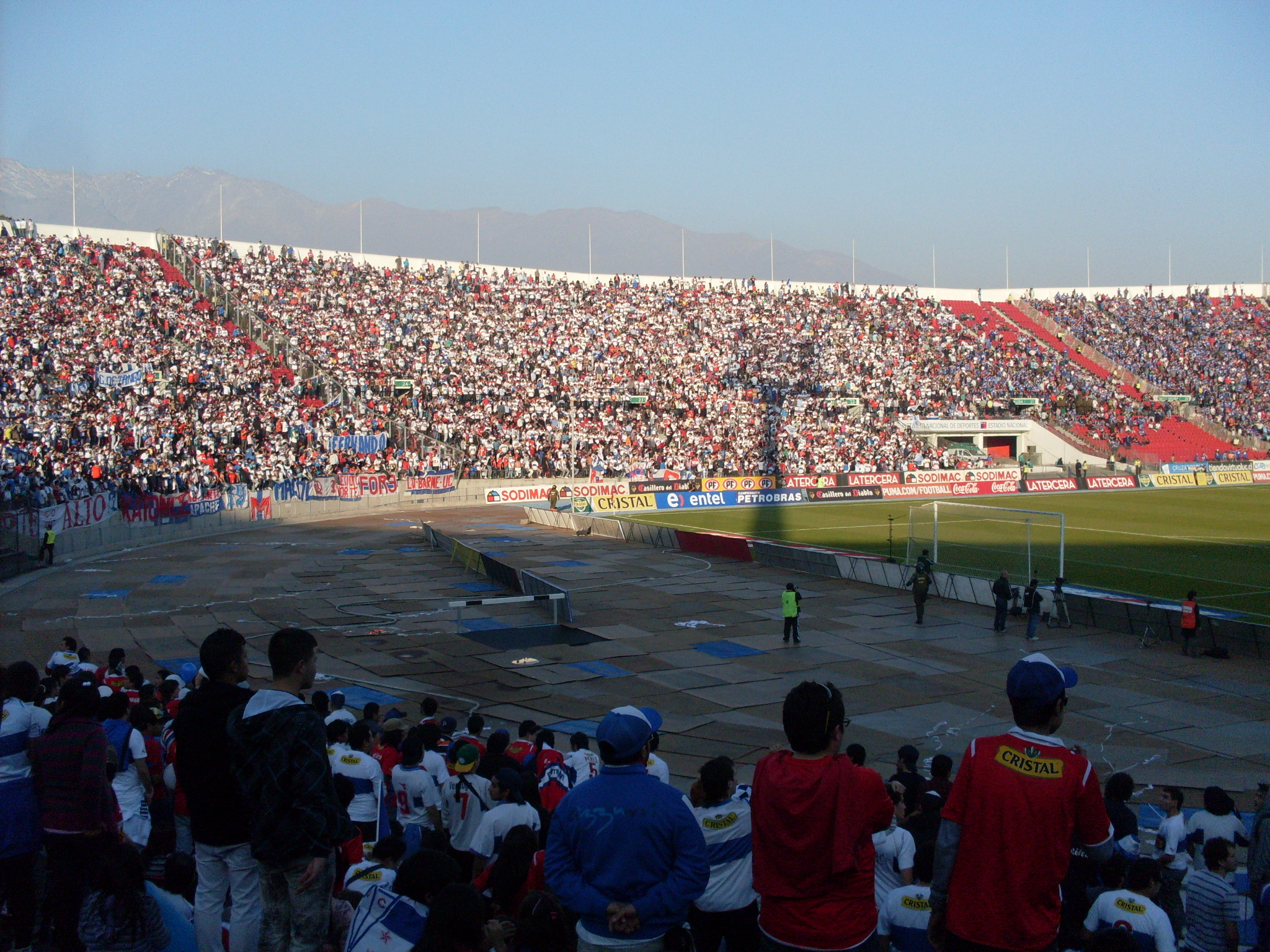
De acuerdo con estudios, Universidad Católica es el tercer equipo más popular de Chile con porcentajes que varían entre el 10% y 13% del total de encuestados.

Variados sondeos posicionan a Universidad Católica como el tercer club de fútbol que goza con mayor cantidad de adherencias en Chile. Entre ellos una encuesta realizada por la Fundación Futuro a 352 personas del Gran Santiago en 1999 lo ubicó en la tercera posición con un 13,4% de las preferencias. Del mismo modo otro estudio hecho por la Fundación Futuro en 2006 a 300 personas del Gran Santiago lo posicionó tercero con un 13% de las preferencias, sólo 1 punto porcentual por debajo del segundo ubicado Universidad de Chile
Por otra parte, según el centro de estudio de los estilos de vida de los chilenos, Chilescopio, en un sondeo de opinión pública realizado a 1.500 personas de todo el país en 2006 también apareció en el tercer lugar con un 10% de la preferencia nacional. Asimismo un nuevo estudio efectuado por Chilescopio en 2007 lo ubicó nuevamente tercero con un 9%. También en 2007, una encuesta efectuada por Mediática y la Facultad de Comunicaciones de la Universidad del Desarrollo a 603 personas de la Región Metropolitana de Santiago le otorgó un 8,2% de las preferencias. En tanto que, el centro de encuestas del diario La Tercera, en un sondeo realizado en abril de 2008, le otorgó un 9% de las preferencias, ubicándolo, nuevamente, en la tercera posición. En la encuesta CERC realizada a 1000 personas entre el 26 de noviembre y el 6 de diciembre de 2010, Universidad Católica aparece con un 10% de popularidad con relación a otras opciones.
La encuesta realizada el segundo semestre de 2011 por Imaginaccion, Universidad Técnica Federico Santa María y Radio Cooperativa arrojó que Universidad Católica posee un 12,1% de adeptos a nivel nacional, subiendo un 5% respecto al año pasado. En el censo realizado en 2012 por El Gráfico donde participaron 91.016 personas vía redes sociales (el más grande realizado por este medio), Universidad Católica nuevamente se colocó en la tercera posición con un 7% de la adherencia nacional, detrás del segundo ubicado, Colo-Colo, con el 41%, y Universidad de Chile quien se ubicó primero con el 45% de las preferencias.
En la última encuesta realizada por Adimark en 2017, se analizaron 4.800 casos a nivel nacional. Universidad Católica representa el 8% de las preferencias totales, quedando en tercer lugar tras Colo-Colo con un 42% y la Universidad de Chile con un 21%.

### Barras organizadas

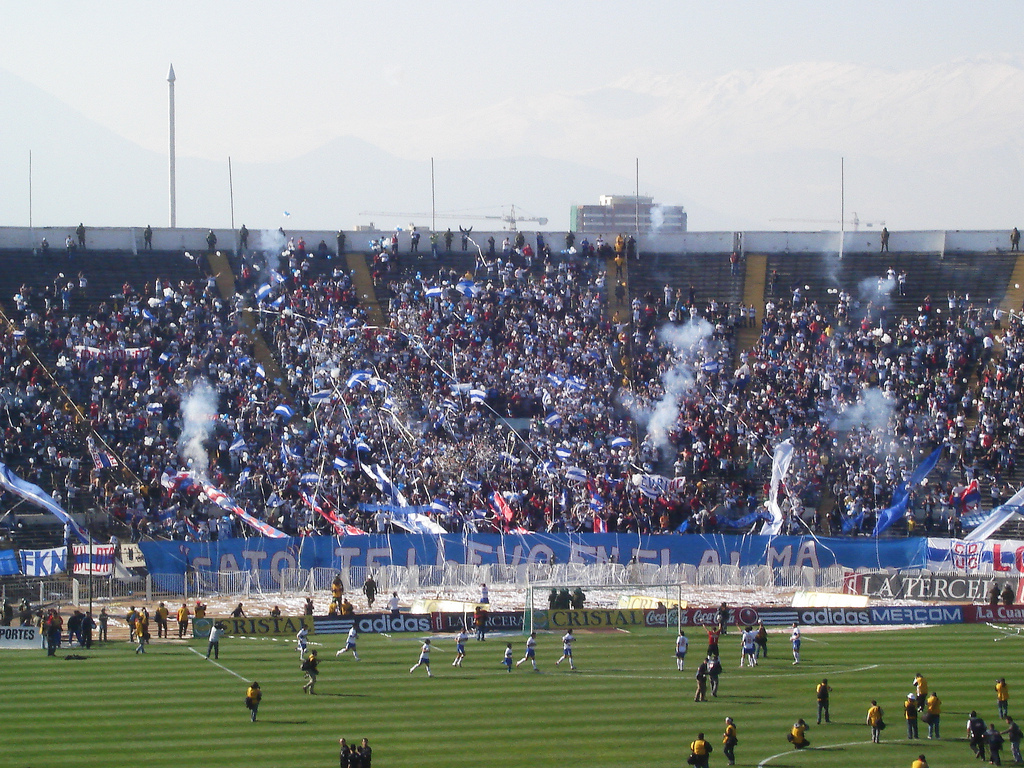
Barra Los Cruzados en el Estadio Nacional de Chile.

La historia de la barra de la Universidad Católica se remonta por lo menos desde el año 1939. Para el primer clásico universitario en primera división, llevado a cabo del 12 de octubre de 1939, ya existía una barra organizada, que en sus inicios fue «comandada» por Gustavo Aguirre. Muchos años antes que surgiera el concepto de Barra brava, los hinchas de Universidad Católica se organizaron y crearon espectáculos de valía tanto artística como deportiva, especialmente para el Clásico universitario. En los orígenes de la barra actual, a inicios de los años 1990, se llamó Forza UC, luego Los del Este y finalmente en 1992 cambió su nombre a la denominación actual.

## Rivalidades

### Clásico Universitario
El Clásico Universitario es uno de los partidos más importantes del fútbol chileno en el cual se enfrentan los clubes Universidad Católica y Universidad de Chile. Este clásico ha sido reconocido por la FIFA como el más tradicional de Chile. Es la rivalidad más antigua entre dos clubes de raigambre académica, ya que los primeros antecedentes de esta confrontación se remontan a los Clásicos Universitarios de 1909.

### Clásico Moderno
Se considera como clásico al encuentro de fútbol que enfrenta a los equipos chilenos Colo-Colo y Universidad Católica de la capital Santiago. También es denominado como el Clásico Albo-Cruzado, aunque crecientemente ha sido rebautizado como Clásico Moderno por diferentes medios de comunicación y partidarios.